# Équipe d'Australie de football
Cet article traite de l'équipe masculine. Pour l'équipe féminine, voir Équipe d'Australie féminine de football.
Maillots
L'équipe d'Australie de football (Australia national soccer team) est la sélection de joueurs australiens représentant le pays lors des compétitions internationales de football masculin, sous l'égide de la Fédération d'Australie de football.
L'équipe nationale disputa la première rencontre de son histoire le 17 juin 1922 face à la Nouvelle-Zélande, match perdu sur le score de trois buts à un. Affiliée à la FIFA en 1963, la Fédération est membre fondateur de la Confédération du football d'Océanie en 1966. La sélection australienne disputa ses premières qualifications à une phase finale de Coupe du monde en 1966.
L'Australie remporta son premier trophée continental avec la Coupe d'Océanie en 1980. Elle compte trois autres victoires dans cette compétition en 1996, 2000 et 2004, ainsi que six participations à une phase finale de la Coupe du monde, en 1974, en 2006, en 2010, en 2014 en 2018 et en 2022. L'Australie était considérée comme la meilleure nation d'Océanie jusqu'à son rattachement en 2006 à la Confédération asiatique de football, dont le niveau, et le nombre de places qualificatives en Coupe du monde, sont plus élevés. En septembre 2009, elle atteint le 14e rang du classement mondial de la FIFA, son meilleur classement historique. En remportant la Coupe d'Asie des nations de football 2015, disputée à domicile, l'Australie devient le premier pays au monde à être sacré champion continental avec deux confédérations différentes.
Les Australiens, surnommés les « Socceroos », disputent leurs rencontres à domicile à l'ANZ Stadium, stade de 82 500 places situé à Sydney, et le plus souvent au Sydney Football Stadium, d'une capacité de 45 500 places.

## Histoire

### 1922-1964: les débuts de l'Australie

#### Confrontations avec la Nouvelle-Zélande et l'Afrique du Sud

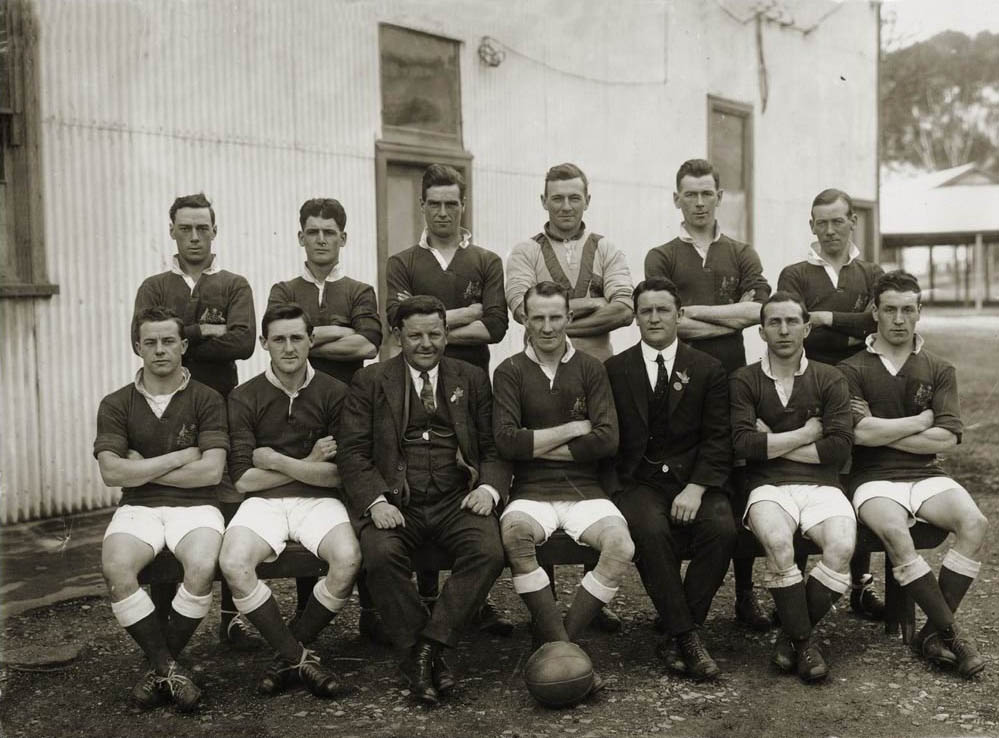
L'équipe d'Australie en 1924.

La première équipe nationale australienne fut constituée en 1922, pour une tournée en Nouvelle-Zélande. Elle joua son premier match le 17 juin 1922 à Dunedin, contre sa voisine, la Nouvelle-Zélande, perdu 3 buts à 1. Les Socceroos firent match nul (1-1) face aux mêmes Néo-Zélandais la semaine suivante puis s'inclinèrent une seconde fois, trois buts à un, le 8 juillet. L'année suivante, en mai 1923, les Néo-Zélandais se rendent en Australie pour une tournée de trois mois au cours de laquelle ils disputent trois rencontres face à l'Australie. La sélection néo-zélandaise remporte « The Ashes », un trophée remis en jeu à chaque confrontation entre les deux nations jusqu'à la Seconde Guerre mondiale, en s'imposant à deux reprises pour une défaite,. 
L'Australie, la Nouvelle-Zélande et l'Afrique du Sud deviennent des adversaires réguliers lors de match amicaux au cours des décennies suivantes. En 36 ans, l'Australie affronte l'Afrique du Sud à 14 reprises lors de trois différentes tournées, et la Nouvelle-Zélande à 21 occasions au cours de sept tournées. En 1924, l'Australie accueille la première tournée du Canada, qui perd son premier match officiel le 7 juin à Brisbane sur le score de 3 buts à 2. L'Australie remporta finalement la tournée, avec trois victoires, un match nul et deux défaites. La sélection néo-zélandaise se rendit de nouveau en Australie en 1933 et repartit avec trois défaites,. Trois ans plus tard, l'Australie fit le chemin inverse et conserva « The Ashes » en s'imposant lors des trois rencontres organisées. Lors du deuxième match à Wellington, le 11 juillet 1936, l'Australie battit notamment la Nouvelle-Zélande sur le large score de dix buts à zéro,. 
En 1938, l'Australie, qui n'avais pas disputé de rencontres internationales depuis deux ans, accueillit pour la première fois l'Inde. La sélection australienne remporta trois des cinq confrontations pour une seule défaite.
Les confrontations internationales s'interrompirent avec la Seconde Guerre mondiale pour ne reprendre qu'en 1947, avec la tournée de l'Afrique du Sud sur le sol australien. Les Bafana Bafana disputèrent leur première rencontre internationale le 10 mai 1947 devant 40 000 spectateurs au Sydney Cricket Ground, qu'ils remportèrent deux buts à un. L'Australie s'inclina encore deux fois lors des quatre matchs suivants, pour une seule victoire. En 1948, l'Australie effectua sa troisième tournée sur le sol néo-zélandais. Les Socceroos disputèrent 13 matchs, neuf contre des clubs et sélections locales et quatre contre l'équipe nationale du pays hôte, qu'ils remportèrent tous assez nettement. Deux ans plus tard, les Australiens quittèrent pour la première fois le continent pour l'Afrique du Sud. Après deux défaites initiales, les Australiens s'imposent deux fois, à Port Elizabeth et au Cap. En 1954 et 1955, l'Australie fut encore l'hôte de tournées néo-zélandaise et sud-africaine. Contre la Nouvelle-Zélande, les Australiens remportèrent deux victoires et furent défaits une fois. L'année suivante, les Bafana Bafana remportèrent les cinq duels. Lors du troisième match de cette tournée, le 17 septembre à Adélaïde, les Australiens furent battus sur le score de 8 buts à 0. C'est à ce jour la plus large défaite enregistrée par la sélection.

#### Jeux olympiques de Melbourne 1956
À un an des Jeux olympiques de Melbourne, la sélection australienne de football paraissait être en grande difficulté. Afin de préparer le tournoi olympique - le premier tournoi majeur auquel la sélection, qualifiée en tant que pays hôte, participe - les Australiens organisèrent une série de rencontres amicales, d'abord contre la plupart des États et territoires de l'Australie, puis contre des sélections du reste du monde : Union soviétique (défaite 15-1), Grande-Bretagne, Yougoslavie et l'Inde, deux fois. Le tournoi olympique est organisé en une unique phase à élimination directe. La sélection australienne, entraînée par Richard Telfer (en), affronta le Japon pour son entrée en lice. Deux buts de Graham McMillan, sur pénalty, et Frank Loughran (en) suffirent à l'emporter (2-0). Face à l'Inde en quart de finale, les Australiens sont menés deux fois mais égalisent par Bruce Morrow (en). Neville D'Souza puis Krishna Kittu scellèrent la victoire des Indiens. L'inexpérience des joueurs explique en partie cette élimination décevante. L'Union soviétique remporta finalement le tournoi.

#### Naissance de la Fédération d'Australie de football
En 1958, l'Australie se rendit une nouvelle fois en Nouvelle-Zélande, pour une victoire et un match nul. Mais l'avènement du voyage aérien et la baisse des coûts du transport dans les années 1960 permit rapidement à l'Australie de diversifier ses adversaires, en dépit de son isolement géographique. La Fédération d'Australie de football (Football Federation Australia Ltd.) fut finalement fondée en 1961. Elle s'affilie à la FIFA en 1963 et fonda avec son homologue de Nouvelle-Zélande la Confédération du football d'Océanie (OFC) en 1966.

### 1965-1995: premières campagnes de qualification à la Coupe du monde

#### Échecs en 1966 et 1970
En 1965, l'Australie effectua sa première tentative de qualification pour une Coupe du monde. Quatre équipes s'affrontèrent dans la zone Asie-Océanie : la Corée du Nord, la Corée du Sud, l'Australie et l'Afrique du Sud. L'Afrique du Sud, suspendue par la FIFA, ne put finalement pas participer aux éliminatoires et la Corée du Sud se retira lorsque l'AFC décida d'organiser le tournoi au Cambodge, et non plus au Japon. La Corée du Nord et l'Australie s'affrontèrent donc en deux matchs à Phnom Penh. Le 21 novembre, les Nord-Coréens l'emportèrent nettement (1-6), Les Scheinflug sauvant l'honneur sur penalty. Les Australiens s'inclinèrent de nouveau au match retour (1-3), malgré une ouverture de score par Les Scheinflug, et laissèrent les Chollimas partir en Angleterre,.
À la suite de cette élimination, l'Australie disputa plusieurs matchs contre des sélections asiatiques : Cambodge, Hong Kong, Taïwan et la Malaisie, battue deux fois. En 1967, les Australiens disputèrent la Quoc Khanh Cup (en) organisée au Viêt Nam du Sud lors de la Guerre du Viêt Nam. Ils remportèrent la compétition amicale en s'imposant en finale contre la Corée du Sud (3-2). Les Aussies disputèrent, et remportèrent, ensuite trois rencontres amicales en Asie du Sud-Est, contre l'Indonésie, Singapour et la Malaisie. En 1968, les Australiens reçurent le Japon, la série de trois rencontres s'achève sur un bilan équilibré (une victoire, un nul, une défaite).
L’Australie commença la préparation pour les qualifications du Mondial 1970 par trois matchs amicaux contre la sélection grecque. Les Aussies remportèrent cette première confrontation à une sélection européenne sur la plus petite des marges (grâce à un but sur penalty d'Attila Abonyi), puis firent match nul (2-2) et essuyèrent une défaite (0-2) pour leur ultime match. En octobre 1969, le Japon, l'Australie et la Corée du Sud se disputèrent le billet pour le deuxième tour de qualification de la zone Asie-Océanie, lors de rencontres aller-retour organisées à Séoul. L'Australie termina en tête de la poule après deux victoires et deux matchs nuls et se qualifia à un premier barrage contre la Rhodésie, organisé sur terrain neutre au Mozambique. Après deux matchs nuls (1-1 puis 0-0), les Australiens remportèrent le match d'appui disputé le 1er décembre (3-1), grâce à Willie Rutherford (en), Johnny Warren et un but contre son camp de la Rhodésie. Au dernier tour, l'Australie affronta Israël, qui remporta le match aller à Tel Aviv (1-0). Les Australiens firent match nul au retour à Sydney (1-1), offrant la qualification à Israël pour le Mondial,.
Les Australiens organisèrent en 1970 une tournée lointaine où ils l'emportèrent en Israël, puis à Athènes contre la Grèce, et enfin face au Mexique, le 2 décembre à Mexico. En 1971, les Israéliens effectuèrent une tournée de trois matchs en Australie, pour une victoire, un match nul et une défaite. L'année suivante, les Australiens remportèrent cinq de leurs six matchs amicaux disputés à travers l'Asie, contre l'Indonésie, la Nouvelle-Zélande, le Sud-Vietnam, la Corée du Sud deux fois, et les Philippines.

#### Première Coupe du monde en 1974
La route vers la Coupe du monde 1974 débuta un an plus tôt, par une phase préliminaire qui se disputa en Australie et en Nouvelle-Zélande. L'Australie devança au premier tour son plus illustre adversaire, la Nouvelle-Zélande, ainsi que l'Indonésie et l'Irak, et se qualifia pour la demi-finale du tournoi de qualification face au vainqueur de la poule du Moyen-Orient, l'Iran. Vainqueurs 3-0 à Sydney, les Socceroos sont dominés au Stade Azadi de Téhéran mais sauvent leur qualification en ne s'inclinant que deux buts à zéro. Pour le match final de la zone Asie-Océanie, les Australiens affrontèrent la Corée du Sud. L'aller à Sydney se conclut sur un match nul et vierge. Menés rapidement 2-0 à Séoul, les Australiens parvinrent finalement à égaliser. Un match d'appui fut organisé à Hong Kong, au cours duquel Jimmy Mackay marqua le seul but, offrant à son pays un billet pour une Coupe du monde pour la première fois,.
Début 1974, les Australiens organisèrent quatre matchs amicaux afin de se préparer à la plus prestigieuse des compétitions de football, dont deux confrontations contre les Uruguayens, champions du monde en 1930 et 1950 : le premier match à Melbourne s'acheva sans but, le second à Sydney vit la victoire des Aussies (2-0), malgré des gestes d'une rare violence : Luis Garisto fut expulsé après avoir porté un coup si violent à l'Australien Ray Baartz qu'il mit fin à la carrière de ce dernier.
Lors de la Coupe du monde en Allemagne, les Australiens affrontèrent l'Allemagne de l'Est, l'Allemagne de l'Ouest et le Chili. Pour leur entrée dans la compétition, les Aussies furent opposés à la RDA, un autre novice en Coupe du monde, qui imposa un football d'engagement rude. Après une première période sans but, l'Australie s’inclina après un but contre son camp de l'arrière Curran et un autre, remarquable, de la vedette est-allemande Joachim Streich, malgré les bonnes performances d'Alston et Bulgevic. Les Australiens s'inclinèrent plus sèchement lors de leur seconde rencontre, face à la nation hôte et futur vainqueur de l'épreuve (0-3). Déjà éliminée, l'Australie disputa un dernier match sans enjeu contre le Chili qui s'acheva sans but. L'Australie repartit d'Allemagne avec un seul point et sans avoir marqué le moindre but, au dernier rang du groupe A.

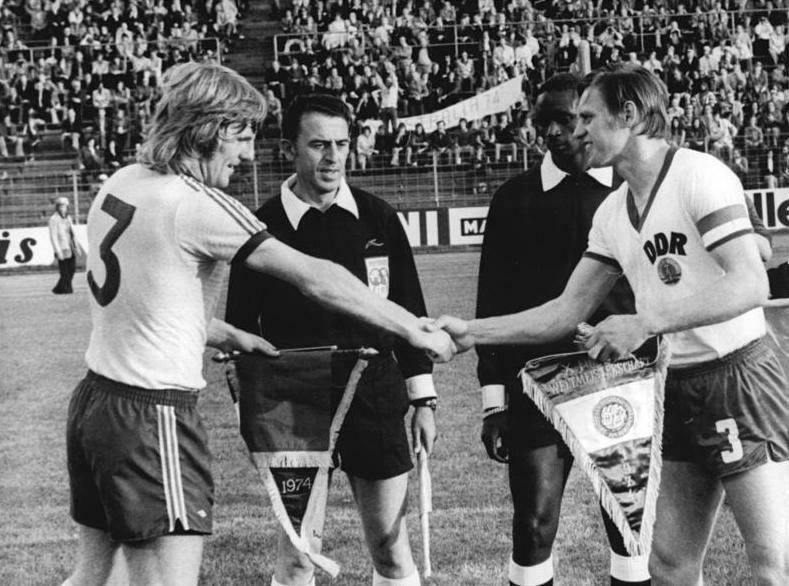
Le capitaine australien Peter Wilson, ici avant le match contre la RDA en 1974, marque lors de la finale aller du groupe B.
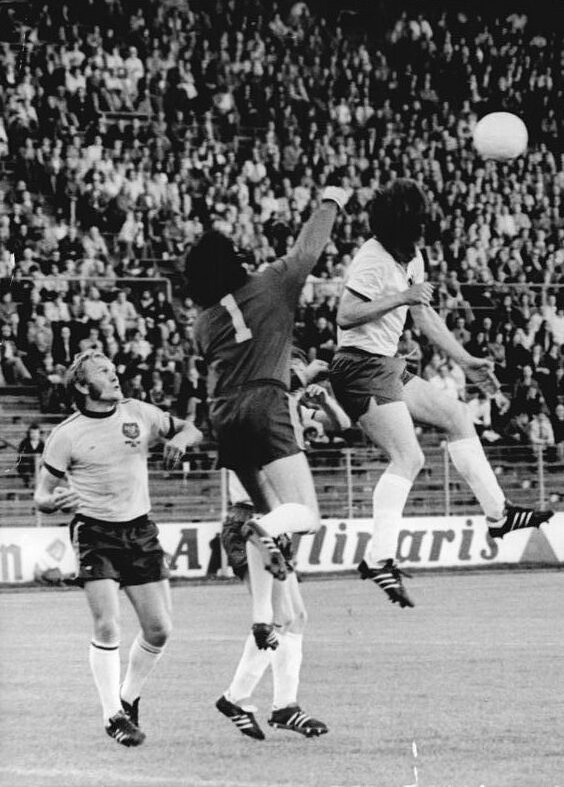
Action est-allemande et sortie du gardien australien Jack Reilly.
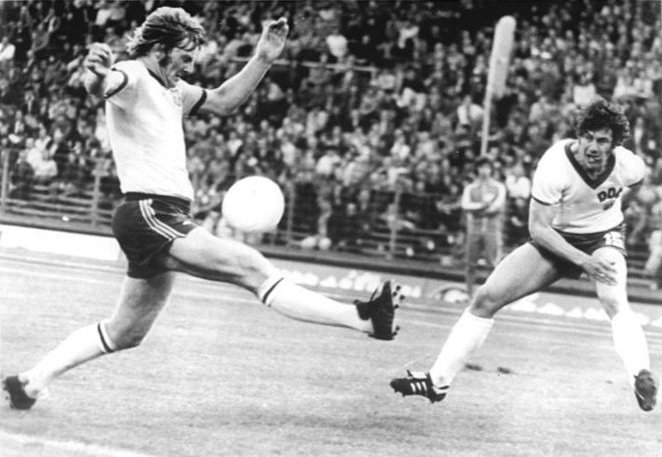
Action d'Eberhard Vogel face à Utjesenović (à gauche) lors du match RDA-Australie (2-0).

#### De nouveaux échecs en qualification en 1978, 1982 et 1986
Les qualifications pour la Coupe du monde 1978 se déroulèrent en 1977. L'Australie était dans le groupe Océanie en compagnie de la Nouvelle-Zélande et de Taïwan. Sur le terrain neutre de Ba aux Îles Fidji, les Aussies dominèrent deux fois les Taïwanais et profitèrent de leur présence sur l'île pour jouer contre les Fidji, vainqueurs surprise. Les Australiens battirent ensuite difficilement les All whites à Sydney (2-1) et obtinrent au retour le match nul suffisant à leur qualification pour le tour final. L'Australie y retrouva les autres sélections vainqueurs de leur groupe de qualification : Hong Kong, l'Iran, la Corée du Sud et le Koweït. Les Iraniens, qui l'emportèrent à Sydney grâce à un but de Hassan Rowshan puis à Téhéran grâce à Ghafour Djahani, enlèvèrent le seul billet pour la Coupe du monde,. En 1978, l'Australie reçut de nouveau la Grèce, qui remporta deux des trois duels de sa tournée.
En 1980, l'Australie remporta la 2e édition de la Coupe de l'Océanie, la première à laquelle elle participait, en battant en finale Tahiti (6-2). Puis elle organisa de nombreux matchs amicaux pour préparer les qualifications pour la Coupe du monde 1982, contre la Tchécoslovaquie, l'Angleterre, l'Irlande du Nord et le Mexique notamment. L'Australie se trouve dans le groupe Océanie en compagnie de la Nouvelle-Zélande, de Taïwan, de l'Indonésie et des Fidji. Tenus en échec à Auckland par les Néo-Zélandais (3-3), les Australiens furent surpris lors du match retour au Sydney Cricket Ground et battus (0-2). Les Australiens enchaînèrent sur des victoires nécessaires face à l'Indonésie et Taïwan à domicile, face à la sélection fidjienne à Suva puis à Melbourne, sur le score éclatant de dix buts à zéro, dont sept buts de Gary Cole. Mais la large victoire des Néo-Zélandais face aux mêmes Fidjiens (13-0) à Auckland élimina les Australiens à deux journées de la fin du tournoi,. En 1982 et 1983, les Australiens remportèrent les deux premières éditions de la Merlion Cup (en) à Singapour. En 1983 ils reçurent de nouveau les Anglais, pour deux nuls et une défaite. Enfin ils démarrèrent cette même année la Trans-Tasman Cup (en), un tournoi avec la Nouvelle-Zélande qui prit la place de la Coupe d'Océanie.
Les tours préliminaires à la Coupe du monde de football 1986 débutèrent à l'automne 1985 pour l'Australie, qui retrouva dans le groupe « Océanie » la Nouvelle-Zélande, Taïwan et Israël. Après un nul à Auckland, une victoire à Tel Aviv-Jaffa et un nouveau match nul au retour contre les Israéliens et deux victoires faciles face aux Taïwanais, les Australiens répondirent aux attentes mais durent jouer un match décisif face aux Néo-Zélandais. Un nouveau succès (2-0) permit à l'Australie de remporter sa poule et de se qualifier pour un barrage intercontinental face au moins bon deuxième de la zone UEFA,. Elle affronta pour ce barrage l'Écosse, où Alex Ferguson vennait de succéder au célèbre Jock Stein, mort sur le banc lors d'un match contre le pays de Galles. À l'Hampden Park de Glasgow, devant plus de 60 000 supporteurs, les Socceroos résistèrent jusqu'aux deux buts de Davie Cooper et Frank McAvennie peu après la pause. Au retour, le 4 décembre à l'Olympic Park Stadium de Melbourne, ils ne parvinrent pas à forcer le verrou écossais et concèdèrent un match nul (0-0) qui qualifia les Écossais à la Coupe du monde.
En 1987, l'Australie fut invitée par la Corée du Sud à la President's Cup (en) où elle fut battue en finale par la sélection hôte, aux tirs au but, après avoir écarté l’Égypte en demi-finale.

#### Jeux olympiques d'été 1988
L'Australie fit son retour dans les tournois qualificatifs aux Jeux d'olympiques pour l'édition 1988. Les Socceroos entament leur campagne de pré-qualification à Taipei le 15 novembre 1987 par une nette victoire (3-0), confirmée au retour, avant de devancer la Nouvelle-Zélande, Israël et Taïwan, encore, à domicile et en Nouvelle-Zélande. Le 27 mars, lors de l'ultime rencontre de qualification disputée à l'Eden Park d'Auckland, les Australiens s'ouvrent les portes des Jeux olympiques en battant une dernière fois Taïwan. Quelques semaines avant de rejoindre Séoul pour les JO, les Australiens rencontrent dans le cadre de l'Australia Bicentenary Gold Cup (en) le Brésil, deux fois, l'Argentine et l'Arabie saoudite, battues respectivement 4-1 et 3-0.
Pour le tournoi olympique, le sélectionneur yougoslave Frank Arok convoque Alan Davidson, ancien défenseur de Nottingham Forest, John Kosmina, l'attaquant du Sydney Olympic, mais aussi Graham Arnold, Frank Farina ou encore Charlie Yankos. Le tirage au sort place la sélection australienne dans le groupe D en compagnie du Brésil, de Yougoslavie et du Nigeria. Le 18 septembre à Gwangju, les Australiens commencent leur tournoi par une courte victoire, leur premier en tournoi olympique, sur la Yougoslavie, grâce au seul but de Frank Farina. Deux jours plus tard, ils s'inclinent face au Brésil sur un triplé de Romário. L'ultime match de poule contre le Nigeria est décisif et les Australiens l'emportent grâce à un but de Kosmina. En quart de finale les Australiens affrontent l'Union soviétique, tout juste finaliste de l'Euro 1988, en quart de finale. Après une période vierge de but, les Australiens s'effondrent et s'inclinent 3-0 face au futur vainqueur du tournoi. Par la suite le tournoi olympique est limité non plus aux joueurs amateurs mais à ceux de moins de 23 ans, ce qui entraîne la création d'une sélection olympique australienne spécifique.

#### Nouveaux échecs en 1990 et 1994
Les tours préliminaires à la Coupe du monde de football 1990 débutent dans la foulée des JO pour l'Australie. Après avoir remporté leur duel habituel avec la Nouvelle-Zélande en Trans-Tasman Cup (en), les Aussies écartent logiquement les Fidji au premier tour des qualifications, malgré une défaite surprise à Nadi au match aller, et retrouvent au second tour la Nouvelle-Zélande et d'Israël. L'Australie débute bien en battant la Nouvelle-Zélande à domicile puis en obtenant le match nul en Israël, mais elle s'incline à Auckland pour son 3e match. La réception de la sélection de l'État hébreu est décisive : les Australiens concèdent l'ouverture du score et ne parviennent à égaliser qu'à la 88e minute par Paul Trimboli. Le match nul élimine l'Australie et qualifie Israël pour le barrage intercontinental, perdu face à la Colombie.
Début 1992, la sélection dispute une série de matchs amicaux rassurants, avec des victoires contre la Suède et la Croatie, deux fois chacune, et les États-Unis, battus sur leur terrain, notamment. En septembre 1992, l'Australie attaque les Tours préliminaires à la Coupe du monde de football 1994 aux États-Unis. Au premier tour de qualification, les Australiens affrontent Tahiti et des îles Salomon. Accrochés lors de leur premier match aux îles Salomon, les Australiens remportent finalement les quatre rencontres et se qualifient pour le second tour, où ils retrouvent les Néo-Zélandais. Vainqueurs à Auckland (1-0) puis au retour (3-0), les Aussies doivent affronter au tour suivant le finaliste de la zone Amérique du Nord, Amérique centrale et Caraïbes (CONCACAF) : le Canada. Ils s'inclinent à l'aller à Edmonton (1-2) mais s'impose sur le même score au retour, grâce à Frank Farina et Mehmet Durakovic. La qualification se joue aux tirs au but, au cours desquels le jeune Mark Schwarzer repousse deux tirs canadiens et qualifie les siens pour le tour suivant.
Le 31 octobre 1993, les Australiens affrontent lors d'un dernier barrage l'Argentine, 5e de la zone Amérique du Sud. À Sydney, Abel Balbo donne l'avantage aux Argentins sur un centre du revenant Diego Maradona, mais Aurelio Vidmar égalise pour l'Australie. Lors du match retour au Monumental de Buenos Aires, les Australiens s'inclinent sur un but contre son camp d'Alex Tobin et sont éliminés aux portes du mondial américain,,.
L'Australie dispute au Japon la Coupe Kirin 1994, remportée par la France. En 1995, la sélection dispute une nouvelle série de matchs amicaux, notamment contre la Colombie (un nul et une défaite), le Ghana (deux victoires et une défaite) et l'Argentine (une défaite). En fin d'année elle remporte face à la Nouvelle-Zélande la dernière édition de la Trans-Tasman Cup (en), qui laisse la place l'année suivante au retour de la Coupe d'Océanie.

### Le décollage de l’Australie (1996-2003)

#### Le mandat mitigé de Terry Venables
En novembre 1996, la fédération recrute l'Anglais Terry Venables, ancien entraîneur du FC Barcelone et ancien sélectionneur de son pays, pour diriger la sélection lors de la finale de la Coupe d'Océanie de football 1996, la première édition à être considérée comme une compétition continentale par la FIFA. Les Australiens remportent le trophée en écrasant la sélection de Tahiti en deux parties (6-0, 5-0).
La sélection de Venables attaque à partir de juin 1997 les tours préliminaires à la Coupe du monde de football 1998. Après avoir écarté sans mal les îles Salomon et Tahiti, elle affronte au second tour la Nouvelle-Zélande, vainqueur de l'autre groupe de qualification d’Océanie. Deux victoires nettes (3-0 à Auckland, puis 2-0 au retour à Syndeney) lui offrent les portes d'un barrage intercontinental face à l'Iran,. Le match aller se déroule le 22 novembre au stade Azadi de Téhéran. Devant 100 000 spectateurs, les Australiens ouvrent le score par Harry Kewell, avant que Khodadad Azizi n'égalise. Ce match nul paraît favorable. Au match retour une semaine plus tard, 85 000 personnes sont présents au Melbourne Cricket Ground. Kewell ouvre encore le score, puis Aurelio Vidmar double la mise après la pause. Mais les Australiens encaissent deux buts en cinq minutes, par Karim Bagheri et Khodadad Azizi à quinze minutes du terme. Le score ne bouge pas et la sélection australienne est éliminée à cause de la règle des buts marqués à l'extérieur,.

Feuille de match de la finale de la Coupe des confédérations 1997.

Quelques jours après cette grande déception, les Australiens sont invités en tant que champions d'Océanie à leur première Coupe des confédérations, où ils retrouvent les différents champions continentaux. Venables s'appuie sur les qualités défensives de ses joueurs et bâtit un système de jeu prudent, misant sur les contre-attaques pour marquer. Au premier tour, ils affrontent l'Arabie saoudite (nation hôte et vainqueur de la Coupe d'Asie des nations 1996), le Brésil (vainqueur de la Coupe du monde 1994) et le Mexique (vainqueur de la Gold Cup 1996). Face aux Mexicains, Mark Viduka permet aux siens d'atteindre la pause avec un but d'avance. John Aloisi puis Damian Mori scelle la victoire des Australiens (3-1). Le 14 décembre, face aux quadruples champions du monde brésiliens, les Australiens obtiennent le match nul (0-0). Malgré une dernière défaite face à l'Arabie saoudite, à Riyad, les Australiens sont qualifiés pour les demi-finales. Ils yrencontrent l'Uruguay. Alors que le temps réglementaire s'est achevé sans but, le joueur du Leeds Harry Kewell trompe l'Uruguayen Claudio Flores en prolongation. Ce but en or qualifie les Aussies pour la finale, où ils retrouvent la Seleção brésilienne. Cette fois le Brésil s'impose largement (6-0), grâce à deux triplés de ses attaquants Romário et Ronaldo. Après une dernière et lourde défaite en Croatie juste avant la Coupe du monde (0-7), Venables quitte la sélection.
Avec l'Argentin Raul Blanco sur le banc, les Australiens attaquent fin 1998 une nouvelle édition de la Coupe d'Océanie. Le 28 septembre, ils l'emportent 16-0 face aux Îles Cook, approchant le record mondial détenu par l'Iran en match officiel FIFA. En finale à Brisbane, ils s'inclinent face à la Nouvelle-Zélande (0-1). En juin 1999 l'Australie reçoit une sélection mondiale de la FIFA pour l'inauguration du Stade olympique de Sydney, construit pour les Jeux olympiques d'été de 2000.

#### Nouvelle déception avec Frank Farina

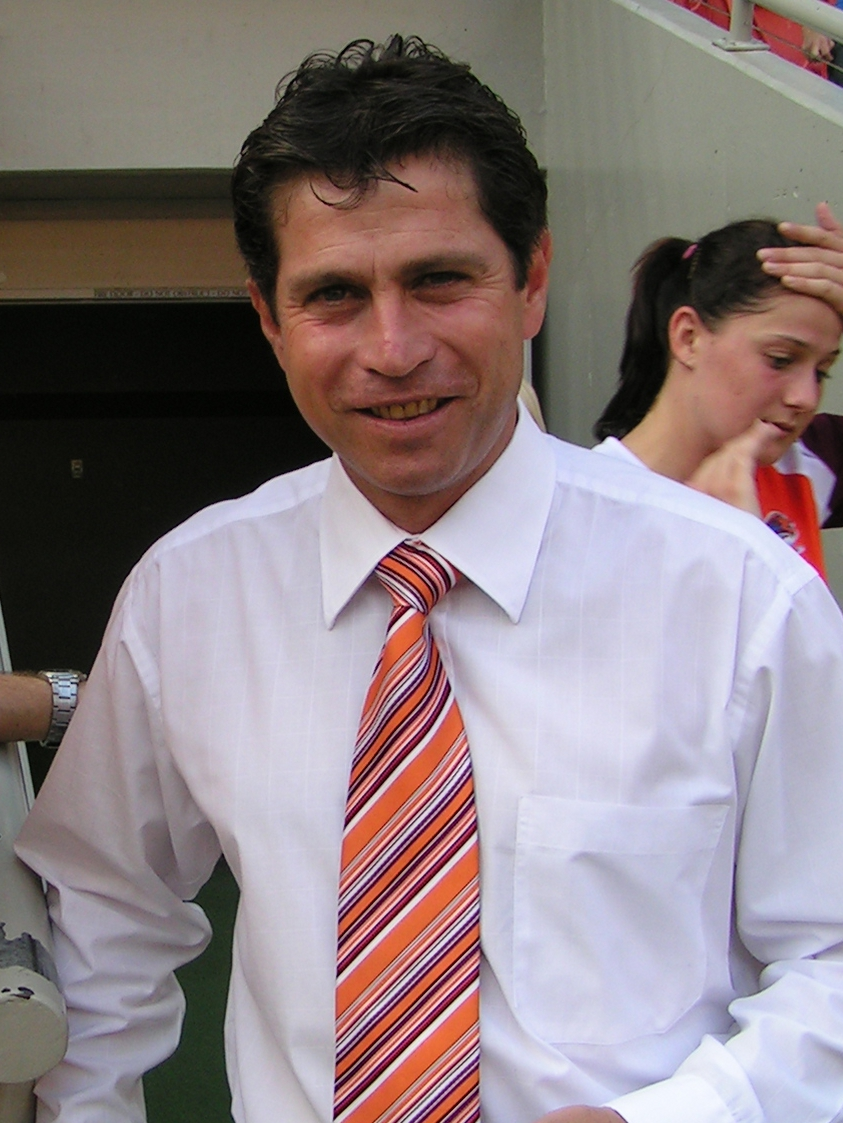
Frank Farina, sélectionneur de 1999 à 2005.

Frank Farina, ancienne vedette de la sélection, est nommé entraineur fin 1999. Il débute par deux matchs face à la sélection olympique du Brésil. L'année 2000 est marquée par la 3e édition de la Coupe d'Océanie, organisée à Papeete, à Tahiti. Retrouvant la Nouvelle-Zélande en finale, l'Australie s'impose cette fois (2-0) et est invitée à ce titre à la Coupe des confédérations 2001. Privés de leurs deux vedettes, Harry Kewell et Mark Viduka, les Australiens y évoluent dans un système en 4-4-2 en phase offensive et en 4-5-1 en phase défensive. Ils sont versés dans le groupe A en compagnie de la Corée du Sud, nation hôte, de la France, vainqueur de l'Euro 2000, et du Mexique, tenant du titre, face auquel ils entament le tournoi par une victoire nette (2-0, buts de Shaun Murphy et Josip Skoko). Face aux champions du monde et d'Europe en titre français, qui présentent une équipe bis, les Socceroos remportent une victoire surprise mais méritée (1-0, but de Clayton Zane). Malgré leur défaite face aux Sud-Coréens pour le 3e match (0-1), ils sont qualifiés pour les demi-finales à la différence de buts. Ils y rencontrent le Japon, co-organisateur du tournoi. À Yokohama, sous une pluie diluvienne, les Australiens s'inclinent sur un but sur coup franc d'Hidetoshi Nakata. En petite finale face au Brésil, ils sont plutôt dominés mais tiennent grâce au bon match de leur gardien de but Mark Schwarzer. En fin de match Shaun Murphy marque et offre la 3e place à l'Australie (1-0).
Les tours préliminaires à la Coupe du monde de football 2002 se déroulent à partir d'avril 2001. Les Australiens prennent très facilement la tête de leur poule de premier tour, composée des Fidji, des Samoa, des Samoa américaines et des Tonga. L'ensemble des matchs du groupe 1 se sont déroulés du 7 au 16 avril à Coffs Harbour en Australie. L'Australie inscrit notamment 22 buts face aux Tonga, 31 buts face aux Samoa américaines, dont treize du seul Archie Thompson, un record en match international. Les Australiens retrouvent au 2e tour leur adversaire traditionnel en Océanie, la Nouvelle-Zélande. Les Aussies s'imposent nettement, que ce soit à l'aller à Wellington (2-0) qu'au retour à Sydney (4-1) et se qualifient ainsi pour un barrage intercontinental décisif,.
L'Australie y affronte cette fois l'Uruguay, cinquième de la zone sud-américaine. À l'aller au Melbourne Cricket Ground, aucune des deux sélections ne parvient à prendre l'avantage jusqu'à ce que l'attaquant australien Paul Agostino obtienne un pénalty, transformé par Kevin Muscat. Cinq jours plus tard, au Stade Centenario de Montevideo devant 62 000 Uruguayens, la Celeste fait rapidement son retard grâce à Darío Silva. À vingt minutes du terme, Richard Morales double la mise, puis clôt la marque dans les arrêts de jeu, assurant ainsi le billet pour le Mondial 2002 à son équipe. Une nouvelle fois écartée sur la dernière marche, la sélection connaît son 7e échec d'affilée en qualification. Malgré cet échec, Frank Farina est confirmé à son poste.
En 2002, la sélection atteint la finale de la Coupe d'Océanie organisée en Nouvelle-Zélande mais s'y incline cette fois contre la sélection hôte. Ryan Nelsen est le seul buteur en finale.

### 2004-2006, «la génération dorée»

#### Dernières compétitions avec l'Océanie
Après une année 2003 quasi blanche, la sélection australienne dispute la Coupe d'Océanie 2004. Le tournoi se joue en plusieurs tours, du 29 mai au 12 octobre,. Exempt de premier tour, l'Australie rejoint lors du tour final, qui sert également d'éliminatoires à la Coupe du monde 2006, la Nouvelle-Zélande, Tahiti, Fidji, Vanuatu et les îles Salomon. Après une victoire initiale sur la Nouvelle-Zélande (1-0), les Australiens déroulent. Ils concèdent seulement lors de leur dernier match un nul (2-2) face aux îles Salomon, qui permet à cette sélection surprise de devancer d'un point la Nouvelle-Zélande pour la place dauphin. Une finale en deux matchs est organisée entre les deux premiers, remportée facilement par les Australiens (5-0 puis 6-1). C'est le quatrième titre de champion d'Océanie pour l'Australie et une 3e qualification pour la Coupe des confédérations.

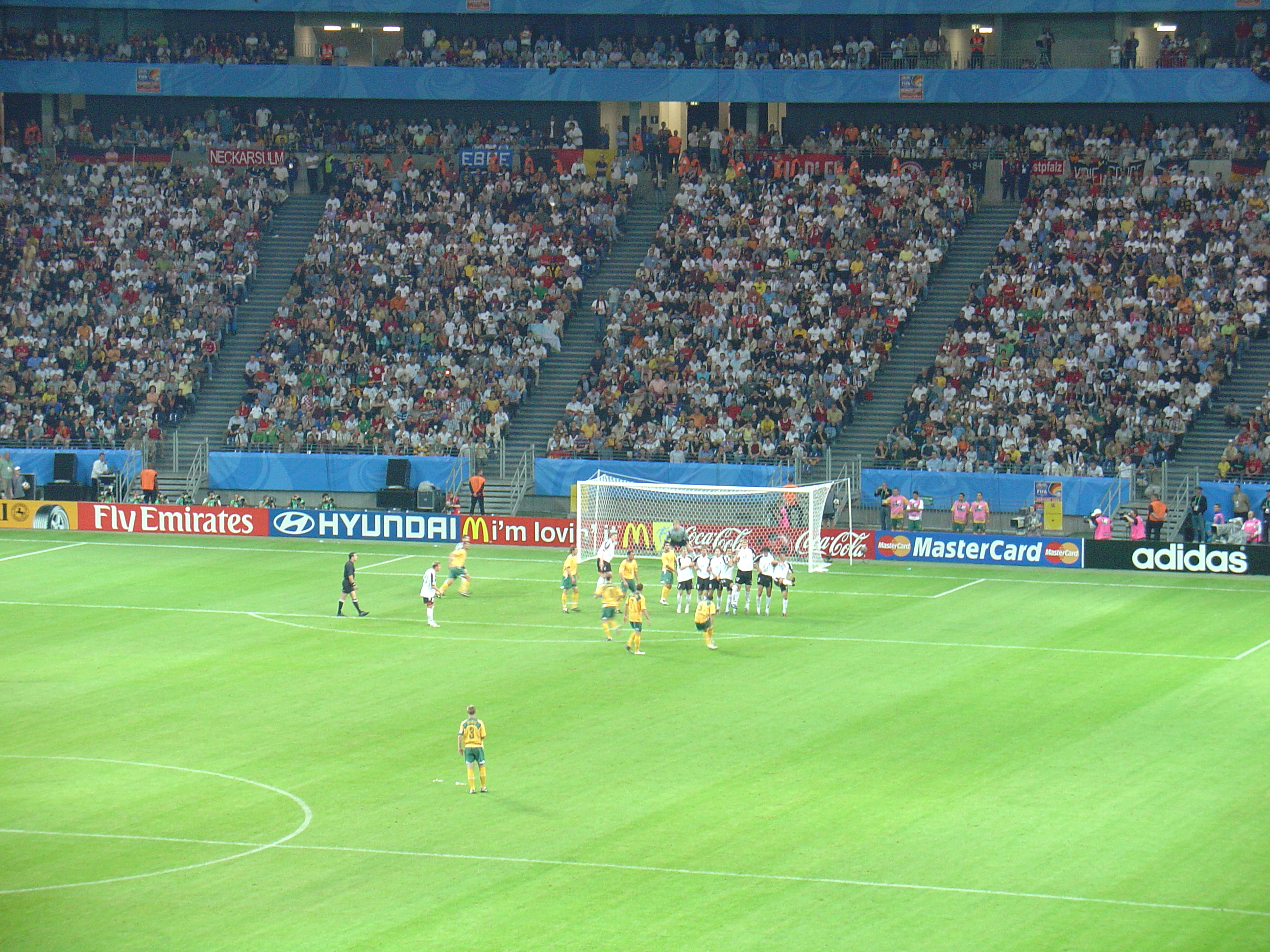
Australie face à l'Allemagne pendant la coupe des confédérations 2005

Lors de la Coupe des confédérations 2005, l'équipe australienne affronte l'Allemagne, nation hôte, l'Argentine, qualifiée en tant que finaliste de la Copa América 2004, et la Tunisie, vainqueur de la Coupe d'Afrique 2004. Face à la Mannschaft, elle s'incline à l'issue d'un match spectaculaire, où elle a égalisé à deux reprises (4-3). Face à l'Albiceleste, les Australiens sont menés de deux buts à la pause. Revenus de 3-0 à 3-2 en seconde période en profitant d'erreurs de la défense, ils s'inclinent finalement avec un 4e but qui clôt la marque. Son équipe étant éliminée, Farina troque pour le dernier match face à la Tunisie sa formation en 4-1-4-1 pour un 3-5-2 largement remanié. Les Australiens s'inclinent une troisième fois (0-2), poussant Frank Farina à la démission.

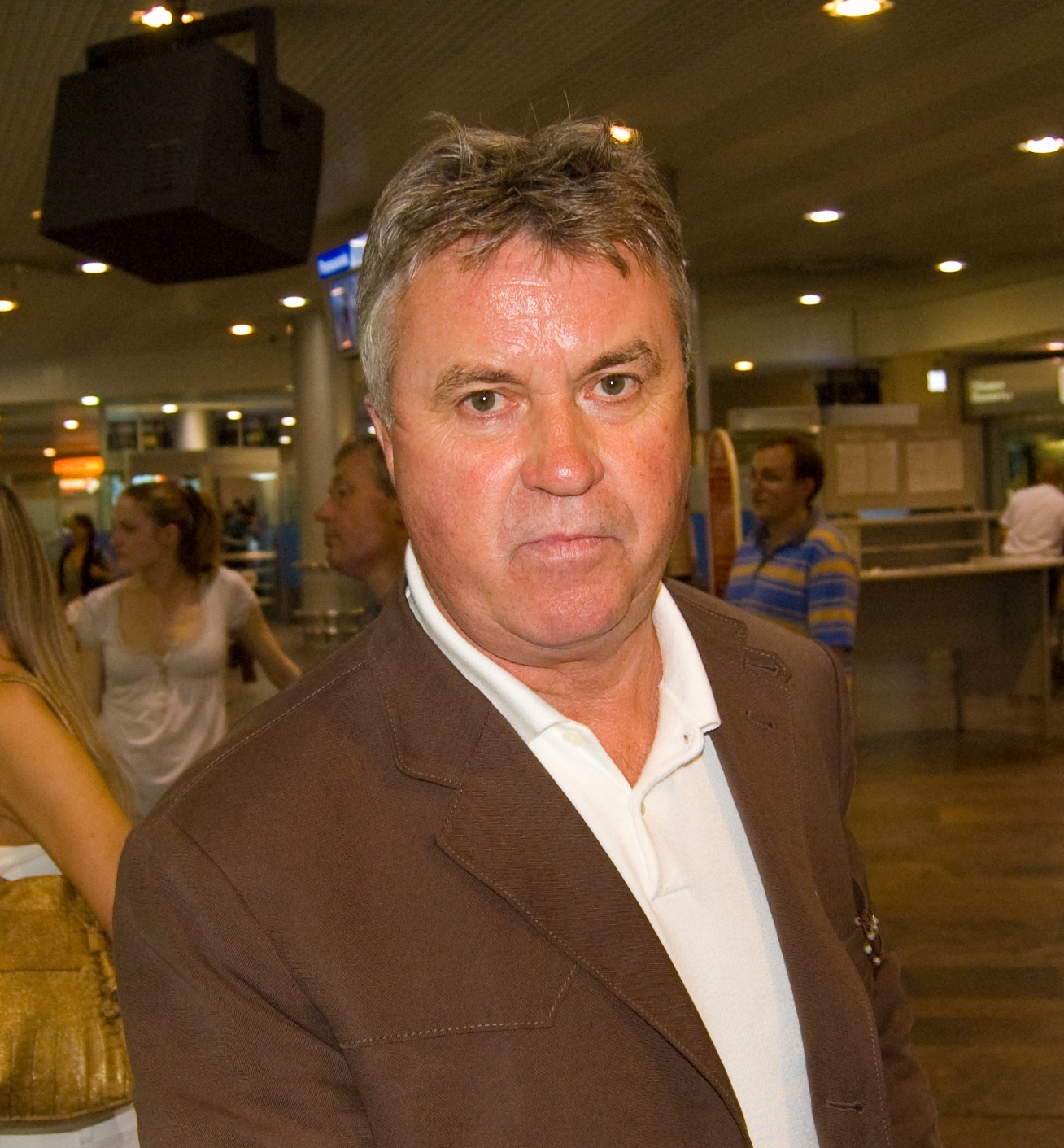
Guus Hiddink, sélectionneur de l'Australie de 2005 à 2006.

#### L'ère Guus Hiddink et la Coupe du monde 2006
Le 22 juillet, Guus Hiddink est officiellement annoncé sélectionneur de l'Australie, avec pour mission de la mener à la Coupe du monde à venir. Cette annonce intervient après d'intenses spéculations dans les médias. Hiddink continue d'entrainer le PSV Eindhoven en parallèle. À la suite de la Coupe d'Océanie 2004, l'Australie doit livrer avec les îles Salomon un nouveau duel pour décider du vainqueur de la zone Océanie. Sans surprise, les Australiens en sortent largement vainqueurs (7-0 à Sydney, 2-1 à Honiara) et s'offre un nouveau barrage intercontinental contre le cinquième de la zone CONMEBOL : l'Uruguay, déjà tombeur des Australiens au même stade de la compétition quatre ans plus tôt.

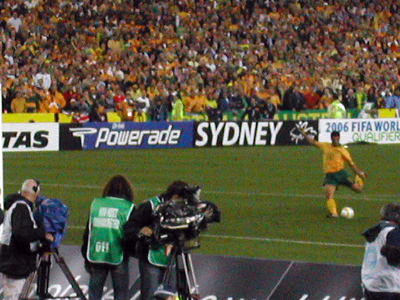
John Aloisi transformant le tir au but décisif face à l'Uruguay.

Pour le match aller du barrage, le 12 novembre, les Australiens se déplacent à l'Estadio Centenario de Montevideo en Uruguay. Le défenseur Darío Rodríguez ouvre le score à la 37e minute sur un service d'Álvaro Recoba. En seconde période, le gardien de but australien Mark Schwarzer permet aux siens de ne pas perdre tout espoir avant le match retour en réalisant deux parades sur Richard Morales puis sur Recoba. L'Australie s’incline finalement 1-0. Le match retour se déroule quatre jours plus tard à Sydney devant plus de 80 000 spectateurs. Mark Bresciano profite peu après la demi-heure de jeu d'une frappe ratée de Mark Viduka pour tromper le gardien uruguayen Fabián Carini. Plus rien n'est marqué, poussant les deux équipes à la séance des tirs au but. En stoppant les tentatives de Darío Rodríguez et Marcelo Zalayeta, Schwarzer offre la qualification aux Australiens, qui provoque des scènes de liesse dans le pays, les Socceroos se qualifiant pour une Coupe du monde pour la première fois depuis 32 ans.
L'Australie est versée dans le Groupe F en compagnie du Japon, de la Croatie et du tenant du titre, le Brésil. Le sélectionneur Guus Hiddink s'adjoint pour le tournoi de l'ancien international Johan Neeskens. De nouveaux maillots sont dessinés, rappelant ceux de 1974. Pendant la préparation, l'Australien Tony Vidmar doit mettre un terme à carrière au haut niveau après la découverte d'une maladie cardiaque. Plusieurs matchs amicaux sont organisés, notamment contre la Grèce, alors champion d'Europe en titre, battue (1-0) dans un Melbourne Cricket Ground bondé. Aux Pays-Bas, une des meilleures sélections du moment, les Australiens obtiennent un match nul prometteur (1-1).

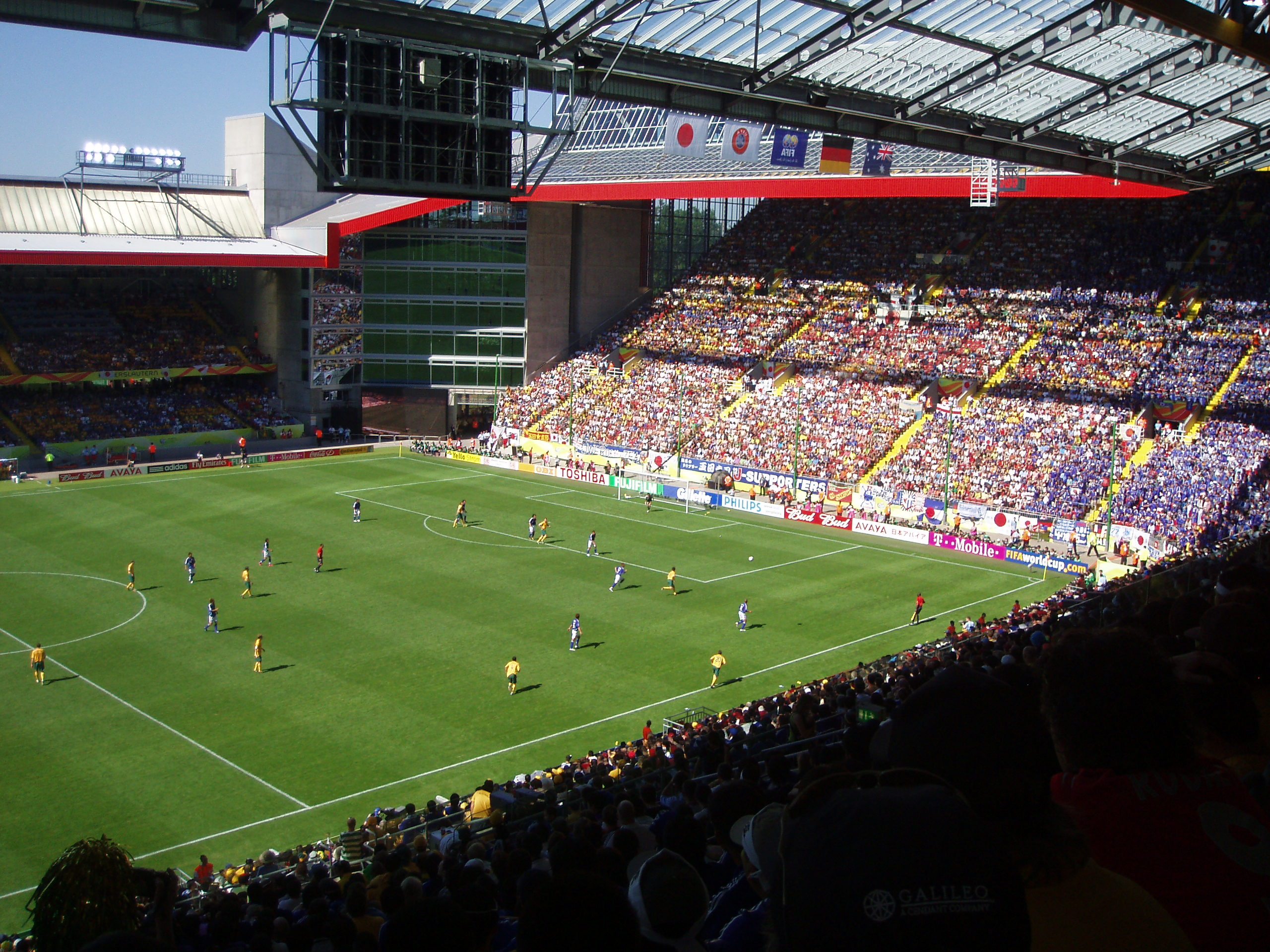
L'Australie face au Japon (Coupe du monde 2006).

Lors de la Coupe du monde, l'équipe nationale australienne est basée dans le Bade-Wurtemberg, à Öhringen. Quelques jours avant le premier match de l'Australie contre le Japon, qui s'annonce décisif, il est rapporté par la presse les propos du président de la Fédération japonaise de football Saburō Kawabuchi selon lequel les joueurs australiens sont coupables de fautes grossières et qu'ils ciblent les chevilles en particulier. Ces propos sont vite démentis. Le 12 juin au Fritz-Walter-Stadion de Kaiserslautern, les Socceroos, menés 1-0 à un quart d'heure de la fin, battent le Japon (3-1) grâce à un doublé de Tim Cahill et à une réalisation de John Aloisi, tous deux entrés en jeu en seconde période. L'ouverture du score de Shunsuke Nakamura suscite la polémique, les Australiens considérant qu'il aurait dû être refusé pour une charge sur le gardien de but. Ces buts sont les premiers jamais inscrits par l'Australie en phase finale de Coupe du monde.
Quelques heures avant la deuxième rencontre, face au Brésil, un journal britannique affirme que des joueurs australiens ont effectué des paris entre eux, ce qui serait interdit par les règlements de la FIFA. Les joueurs confirment, le gardien de but Zeljko Kalac tenant le rôle du bookmaker. La FIFA clôt l'affaire en précisant que ses règlements interdisent les paris auprès de bookmakers professionnels et non au sein d'une équipe. À Munich, les Australiens mettent en échec les Brésiliens jusqu'à la pause, mais encaissent deux buts en deuxième mi-temps, par Adriano et Fred (2-0) et de se qualifier pour les huitièmes de finale. Harry Kewell est mis en cause pour une altercation avec l'arbitre, mais l'incident est clos sans sanction. Le dernier match face à la Croatie, le 22 juin, s'annonce décisif. Menés deux fois, les Australiens reviennent chaque fois au score, grâce à Craig Moore sur pénalty et Harry Kewell, à la « limite du hors-jeu ». L'arbitrage de cette rencontre suscite la polémique. Grâce à ce match nul, l'Australie se qualifie pour le premier huitième de finale de son histoire.

Australie face à l'Italie en Coupe du monde 2006.

Le 26 juin, l’Australie affronte l'Italie au Fritz-Walter-Stadion de Kaiserslautern. La vedette australienne Kewell est forfait. L'Australie tient son rang, la mi-temps est atteinte sur un score vierge. L'Italie, bien que réduite à dix après l'expulsion de Marco Materazzi pour un tacle violent, pousse en fin de match. Au bout des arrêts de jeu, Fabio Grosso obtient un pénalty controversé, transformé par Francesco Totti. L'Australie s'incline. Guus Hiddink quitte son poste et prend peu après la direction de la sélection russe. Cette sélection est considérée a posteriori comme la « génération dorée » de l'histoire de l'équipe nationale.

### 2007-2015: la confirmation au sein de la Confédération asiatique

#### De la Coupe d'Asie 2007 à la Coupe du monde au Brésil
À la suite de ses nombreuses non-qualifications en Coupe du monde dues au fait que le vainqueur des tours qualificatifs de la Confédération du football d'Océanie doit généralement effectuer un match de barrage contre une sélection asiatique ou sud-américaine, la fédération australienne est autorisée à rejoindre la Confédération asiatique de football (AFC) le 1er janvier 2006. Le parcours réalisé lors de la Coupe du monde lui vaut immédiatement d'être désignée « équipe nationale de l'année de l'AFC ».
L'Australie participe pour la première fois à la Coupe d'Asie des nations en 2007. Au premier tour, l'Australie fait match nul contre l'Oman (1-1), est battue par l'Irak (1-3) et bat la Thaïlande (4-0). Qualifiée pour les quarts de finale, elle y est éliminée par le Japon (1-1, tab 4-3). L'année suivante, l'Australie prend part au tournoi qualificatif pour la Coupe du monde 2010 au sein de l'AFC. Elle devance la Chine et l'Irak au 3e tour, Bahreïn, le Qatar et l’Ouzbékistan au tour final et assure assez brillamment son billet pour la Coupe du monde.
Du fait sa lourde défaite d'entrée face à l'Allemagne (4-0), l'Australie est éliminée dès le premier tour de la Coupe du monde à la différence de buts. Elle avait pourtant réussi la suite de son parcours avec un match nul face au Ghana (1-1, but de Brett Holman et égalisation du Ghana sur pénalty) et une victoire sur la Serbie (2-1, buts de Tim Cahill et Brett Holman).
Début 2011, l'Australie dispute sa deuxième Coupe d'Asie à Doha. Sortis en tête du premier tour, les Aussies écartent ensuite l'Irak, tenant du titre, en prolongation (1-0) puis l'Ouzbékistan (6-0) et atteignent la finale. Face au Japon, ils se créent de nombreuses occasions sans marquer et s'inclinent finalement au bout de la prolongation sur un but de Tadanari Lee. Entre 2011 et 2013, la sélection dispute les éliminatoires de la Coupe du monde 2014 et s'en sort sans frayeur en laissant à la Jordanie la place pour les barrages. L'Australie est également invitée à la Coupe d'Asie de l'Est de football 2013, où elle est battue au tour final par le Japon (2-3) et la Chine (3-4).
L'Australie tombe dans un groupe considéré comme difficile puisqu'elle rencontre notamment l'Espagne et les Pays-Bas, finalistes de l'édition précédente. Les Australiens perdent leur premier match contre le Chili sur le score de 3-1. Ils mettent ensuite en difficulté les Néerlandais puisque, après un but de Tim Cahill et un penalty transformé par le capitaine Mile Jedinak, ils mènent sur le score de 2-1 pendant la deuxième période. Les Bataves remportent finalement le match sur le score de 2-3 et, après deux défaites, l'Australie est sûre d'être éliminée au terme du premier tour. Le troisième match, sans enjeu, est perdu contre l'Espagne sur le score de 0-3.

#### Victoire en Coupe d'Asie des nations 2015
Le 5 janvier 2011, l'Australie est désignée par la Confédération asiatique de football comme le pays hôte de la Coupe d'Asie des nations 2015. Cette annonce intervient un mois seulement après l'échec de la candidature australienne à l'organisation de la Coupe du monde 2022 attribuée au Qatar.
Tête de série du groupe A du tournoi en compagnie de la Corée du Sud, le Koweït et Oman, l'Australie remporte facilement ses deux premiers matches 4-1 et 4-0 face au Koweït et Oman respectivement avant de s'incliner 0-1 contre la Corée du Sud. En quarts de finale, elle hérite de la Chine qu'elle bat 2-0 avec un doublé de Tim Cahill. En demi-finales elle rencontre les Émirats arabes unis – surprenants vainqueurs du Japon – et s'impose sur le même score de 2-0.
Qualifiée pour la finale pour la deuxième fois d'affilée (depuis sa défaite quatre ans plus tôt face au Japon), l'Australie retrouve les Guerriers Taeguk de la Corée du Sud et prend sa revanche sur sa défaite au 1er tour face à ce même adversaire en s'imposant 2-1 a.p. (buts de Luongo et Troisi) alors que les Coréens avaient marqué le but de l'égalisation à la dernière minute du temps réglementaire. Champions d'Asie, les Australiens valident leur billet pour la Coupe des confédérations 2017 en Russie.

### 2015-2022: changement générationnel et difficultés

#### Qualificationin extremispour la Coupe du Monde 2018
Lors de la Coupe des confédérations 2017, l'Australie tombe dans un groupe considéré comme difficile puisqu'elle rencontre, l'Allemagne, vainqueur de la Coupe du monde 2014 et demi-finaliste de l'Euro 2016, et le Chili, double-tenant du titre de la Copa América, sont les deux favoris logiques du groupe, et le Cameroun, vainqueur de la Coupe d'Afrique 2017.
Les Australiens perdent leur premier match contre l'Allemagne sur le score de 3-2. Lors de la deuxième journée, l'Australie fait un match nul contre le Cameroun. Puis, l'Australie, qui avait dans un premier temps ouvert le score grâce à James Troisi face au Chili et devait marquer un autre but pour se qualifier, se fera finalement rejoindre au score en seconde mi-temps par Martín Rodríguez (1-1). L'Australie est éliminé au 1er tour.
Entre 2015 et 2017, la sélection dispute les éliminatoires de la Coupe du monde 2018. Après avoir terminé 1er du groupe B lors du 2e tour de qualifications pour le Mondial 2018, devant la Jordanie, le Kirghizistan, le Tadjikistan et le Bangladesh (avec 7 victoires et une seule défaite 0-2 à l'extérieur contre la Jordanie) ; elle obtient et obtient le droit de disputer le 3e tour, en plus d'être qualifiée pour la prochaine Coupe d'Asie. Elle est reversée dans le groupe B, en compagnie du Japon, l'Arabie saoudite, les Émirats arabes unis, l'Irak et la Thaïlande. Mais elle connaît un parcours plus délicat que prévu, en ayant notamment été accrochée en Thaïlande (2-2).
Le 5 septembre 2017, l'Australie s'est qualifiée pour les barrages en terminant 3e de son groupe avec 19 points, à égalité de points avec l'Arabie saoudite, mais l'Arabie saoudite la devance au classement grâce à une meilleure différence de buts. Elle retrouvera la Syrie, 3e du groupe A, en octobre en matchs aller-retour pour un premier tour de barrage, avant d'affronter en cas de victoire le 4e de la zone CONCACAF pour un ultime barrage.
Le 5 octobre 2017 à Malacca, l'Australie qui avait dans un premier temps ouvert le score grâce à Robbie Kruse face à la Syrie, se fera finalement rejoindre au score en seconde mi-temps grâce à un pénalty transformé à la 85e minute par Omar Al-Somah (1-1). Lors du match retour disputé cinq jours plus tard à Sydney, les Syriens ouvrent le score dès la 6e minute de jeu, grâce à Al-Somah, mais Tim Cahill remet les deux équipes à égalité sept minutes après l'ouverture du score syrienne. Les deux équipes continuent de se neutraliser et c'est en prolongations que l'Australie prend un avantage décisif à la 109e minute de jeu grâce à un nouveau but de Cahill, anéantissant les derniers espoirs syriens de participation à une Coupe du monde, la Syrie ratant de peu l'égalisation durant les arrêts de jeu de la 2e mi-temps des prolongations sur un coup-franc de l'incontournable Al-Somah qui a trouvé le poteau.
L'Australie se qualifie ainsi pour le barrage intercontinental contre le Honduras, le quatrième du cinquième tour de la zone CONCACAF.
Le 10 novembre 2017 à San Pedro Sula, l'Australie fait un match nul et vierge contre le Honduras. Lors du match retour disputé cinq jours plus tard à Sydney devant 77 060 spectateurs, Mile Jedinak à débloqué les compteurs sur un coup franc dévié, qui a pris à contre-pied le gardien, avant de sceller la qualification des siens en convertissant deux penaltys (3-1 score final, Alberth Elis a sauvé l'honneur dans le temps additionnel).
L'Australie disputera sa quatrième Coupe du Monde consécutive en Russie, la cinquième de son histoire. Les Socceros seront opposés à la France, le Pérou et le Danemark.

#### Déceptions lors des grands rendez-vous (2018-2022)
Lors de son premier match du Mondial russe contre les Bleus, futur champion du monde, l'Australie est battue d'une courte tête (1-2). Mile Jedinak, qui a inscrit un but sur penalty à la 62e minute, a répondu à l'ouverture du score quatre minutes plus tôt d'Antoine Griezmann également sur penalty à la suite de la consultation de la VAR, mais les Socceroos s'inclinent après un but contre son camp d'Aziz Behich à la 81e minute. Les champions d'Asie en titre accrochent ensuite le Danemark (1-1) grâce à un penalty converti par Mile Jedinak à la 38e minute, répondant à l'ouverture du score de Christian Eriksen à la 7e minute. Les Aussies doivent, pour se qualifier en huitièmes de finale, impérativement battre le Pérou lors de la dernière journée et espérer que les Danois, qui possèdent 3 points d'avance, perdent dans le même temps contre la France, de son côté déjà qualifiée. L'Australie se montre maladroite dans le dernier geste et ne parvient pas à inscrire de but, tout le contraire des Incas, qui retrouvent leur efficacité offensive après avoir perdu leurs deux premiers matchs sans marquer (défaite australienne 0-2). Une victoire n'aurait cependant pas suffi, le Danemark ayant tenu le point du match nul (0-0) dans l'autre rencontre. Mile Jedinak fut l'unique buteur des Socceroos, à chaque fois sur penalty.
L'Australie doit ensuite défendre son titre lors de la Coupe d'Asie des nations 2019 organisée aux Émirats arabes unis. Placée dans le groupe B, elle est cueillie à froid d'entrée par la Jordanie (0-1, but d'Anas Bani Yaseen à la 26e minute). Le tenant du titre se reprend et écarte la Palestine (3-0) puis vient difficilement à bout de la Syrie (3-2). 2e de son groupe, elle est opposée en huitièmes de finale à l'Ouzbékistan. Face à une équipe ouzbek désireuse de prendre sa revanche sur la demi-finale de la Coupe d'Asie des nations 2011 perdue 0-6, l'Australie doit attendre la séance de tirs au but pour se défaire de son adversaire (0-0, 4 t.a.b. à 2). En quarts de finale, elle y affronte le pays hôte, les Émirats arabes unis, qui eux non plus n'ont pas convaincu, pour ce qui représente une revanche de la demi-finale perdue quatre plus tôt par les Al Sukoor face aux Soocceroos qui étaient alors la nation hôte de la compétition. En dépit d'une intense domination australienne, les Aussies se montrent imprécis dans le dernier geste, ne cadrant pas la plupart de leurs tirs. Les Émirats arabes unis profitent en deuxième mi-temps d'une erreur défensive grossière des Australiens, symbolisée par la passe en retrait mal ajustée de Miloš Degenek à son gardien, une passe interceptée par Ali Mabkhout qui inscrit l'unique but du match à la 68e minute de jeu (1-0).

### La résurgence de la Coupe du monde 2022
Lors du 2e tour des éliminatoires de la Coupe du monde 2022, l'Australie hérite du groupe B en compagnie du Koweït, de la Jordanie, du Népal et de Taïwan. À mi-parcours, les coéquipiers de Miloš Degenek affichent un bilan comptable parfait avec 4 victoires en autant de rencontres disputées, dont 2 à l'extérieur sur la pelouse du Koweït (3-0) et de la Jordanie (1-0), ses deux principaux rivaux, et 16 buts inscrits pour un seul but encaissé, avant de recevoir à trois reprises sur les quatre matchs restants. L'intégralité des rencontres restantes du groupe est finalement délocalisée au Koweït du fait des restrictions sanitaires liées à la pandémie de Covid-19, ce qui n'empêche pas les Soocceroos de gagner leurs quatre dernières rencontres et terminer en tête de leur poule avec 8 victoires en autant de rencontres disputées, 28 buts inscrits et seulement 2 encaissés (à chaque fois contre Taïwan), synonyme de qualification pour le 3e tour qualificatif au Mondial 2022 ainsi que pour la phase finale de la Coupe d'Asie 2023.
Ce 3e tour qualificatif au Mondial 2022 est toutefois semé d'embûches pour les Socceroos, qui affichent un bilan final de 4 victoires, 3 nuls et 3 défaites et terminent à la 3e place du groupe B, malgré un départ réussi (trois victoires lors des trois premières journées). L'Australie, devancée par ses concurrents directs (Arabie saoudite et Japon) contre lesquels elle n'a pris qu'un point sur 12 possibles, est éligible à un barrage intra-asiatique unique sur terrain neutre au Qatar contre les Émirats arabes unis, 3e du groupe A, avant d'affronter en cas de succès sur la sélection du Golfe, le Pérou, 5e de la CONMEBOL, pour un dernier tour de barrage sous le même format, un adversaire qui les avait battu lors du 1er tour du Mondial 2018.
Néanmoins, l'Australie parvient à décrocher son billet pour le Qatar en battant les Émirats arabes unis 2-1, puis en prenant leur revanche contre le Pérou (6-5 à l'issue des tirs au but après un score nul et vierge à l'issue du temps réglementaire et des prolongations). L'Australie hérite du groupe D avec comme adversaires la France et le Danemark qu'elle avait déjà affronté lors de l'édition précédente, ainsi que la Tunisie.
Pour se préparer à la grande messe qatarienne, l'Australie a joué deux matchs amicaux contre la Nouvelle-Zélande voisine, remportant les deux matchs,. L'Australie a commencé son aventure en Coupe du monde le 23 novembre contre la France, championne du monde et grande puissance footballistique, perdant 4-1 malgré l'ouverture du score par Craig Goodwin, ce qui a renforcé la perception de l'Australie comme étant les principaux outsiders du groupe. Trois jours plus tard, cependant, l'Australie a enregistré sa toute première victoire en Coupe du monde depuis 2010, en battant la Tunisie, grande puissance africaine, grâce à une tête de Mitchell Duke pour sceller une victoire 1-0, faisant passer l'Australie de la dernière à la deuxième place. Quatre jours plus tard, face aux demi-finalistes de l'Euro 2020 et à l'un des grands favoris du groupe, le Danemark ; l'Australie a déjoué les pronostics en battant les Danois 1-0 grâce à la réalisation de Mathew Leckie, condamnant le Danemark à une élimination surprise en phase de groupe tandis que l'Australie confirmait sa deuxième place, derrière la France, à la différence de buts - faisant de l'Australie le premier représentant asiatique à atteindre la phase à élimination directe de Qatar 2022. Il s'agissait aussi de la première apparition de l'Australie en phase à élimination directe depuis 16 ans et pour la première fois en tant que membre de l'AFC (l'Australie était membre de l'OFC en Allemagne en 2006). En raison des difficultés rencontrées par l'Australie pour se qualifier pour la Coupe du monde au Qatar et de l'absence de grandes vedettes dans l'équipe qui ressemblait à celle de 2006, le retour triomphal de l'Australie en phase de groupe a été largement suivi par les supporters australiens, qui ont célébré en masse les victoires sur la Tunisie et le Danemark, et le Premier ministre Anthony Albanese a qualifié ce moment de « magnifique »,,. En huitième de finale, l'Australie s'est inclinée 2-1 face à l'Argentine, future vainqueure de la compétition, Lionel Messi ouvrant le score et Julián Álvarez inscrivant le deuxième but après avoir profité d'une erreur grossière de Mathew Ryan. L'Australie a réduit le score sur un tir de Goodwin dévié par Enzo Fernández et Garang Kuol a failli égaliser dans le temps additionnel, mais son tir a été repoussé par le gardien argentin Emiliano Martínez.

### Qualification pour la Coupe du monde 2026
Le 20 septembre 2024, Graham Arnold a annoncé qu'il quittait son poste d'entraîneur principal, deux matchs après le troisième tour des éliminatoires de la Coupe du monde de la FIFA 2026. Les Socceroos n'avaient pris qu'un point en deux matchs. Le 23 septembre 2024, Football Australia a nommé Tony Popović au poste d'entraîneur principal. Popović a conduit les Socceroos à des victoires contre le Japon et l'Arabie saoudite, et l'Australie s'est finalement assurée une qualification directe à la Coupe du monde pour la première fois depuis 2014, et sa sixième participation consécutive à la Coupe du monde.

## Palmarès

### Parcours enCoupe du monde
La sélection australienne dispute le 21 novembre 1965 face à la Corée du Nord sa première rencontre de qualification à une Coupe du monde. Engagée à treize reprises dans les éliminatoires de la compétition, elle devient en 1974 la première nation d'Océanie à se qualifier pour une phase finale de Coupe du monde. Elle réussit sa meilleure performance en 2006 et en 2022, en atteignant à chaque fois les huitièmes de finale de la compétition.
| Meilleurs buteurs en Coupe du monde | Meilleurs buteurs en Coupe du monde              | Meilleurs buteurs en Coupe du monde | Meilleurs buteurs en Coupe du monde |
| ----------------------------------- | ------------------------------------------------ | ----------------------------------- | ----------------------------------- |
| Joueur                              | Édition(s)                                       | Buts                                | Matchs                              |
| Tim Cahill                          | Allemagne 2006, Afrique du Sud 2010, Brésil 2014 | 5                                   | 8                                   |
| Mile Jedinak                        | Brésil 2014, Russie 2018                         | 3                                   | 6                                   |
| Brett Holman                        | Afrique du Sud 2010                              | 2                                   | 3                                   |
| Craig Moore                         | Allemagne 2006                                   | 1                                   | 4                                   |
| John Aloisi                         | Allemagne 2006                                   | 1                                   | 4                                   |
| Harry Kewell                        | Allemagne 2006                                   | 1                                   | 4                                   |
| Craig Goodwin                       | Qatar 2022                                       | 1                                   | 4                                   |
| Mitchell Duke                       | Qatar 2022                                       | 1                                   | 4                                   |
| Mathew Leckie                       | Qatar 2022                                       | 1                                   | 4                                   |
| But contre son camp                 | Qatar 2022                                       | 1                                   | -                                   |

| 1930 à 1962 | Non inscrite       | Non inscrite  | Non inscrite  | Non inscrite  | Non inscrite  | Non inscrite  | Non inscrite  | Non inscrite  | –       | –       | –       | –       | –       | –       |
| 1966        | Non qualifiée      | Non qualifiée | Non qualifiée | Non qualifiée | Non qualifiée | Non qualifiée | Non qualifiée | Non qualifiée | 2       | 0       | 0       | 2       | 2       | 9       |
| 1970        | Non qualifiée      | Non qualifiée | Non qualifiée | Non qualifiée | Non qualifiée | Non qualifiée | Non qualifiée | Non qualifiée | 9       | 3       | 5       | 1       | 12      | 8       |
| 1974        | 1er tour           | 14e           | 3             | 0             | 1             | 2             | 0             | 5             | 11      | 5       | 5       | 1       | 21      | 10      |
| 1978        | Non qualifiée      | Non qualifiée | Non qualifiée | Non qualifiée | Non qualifiée | Non qualifiée | Non qualifiée | Non qualifiée | 12      | 6       | 2       | 4       | 20      | 11      |
| 1982        | Non qualifiée      | Non qualifiée | Non qualifiée | Non qualifiée | Non qualifiée | Non qualifiée | Non qualifiée | Non qualifiée | 8       | 4       | 2       | 2       | 22      | 9       |
| 1986        | Non qualifiée      | Non qualifiée | Non qualifiée | Non qualifiée | Non qualifiée | Non qualifiée | Non qualifiée | Non qualifiée | 8       | 4       | 3       | 1       | 20      | 4       |
| 1990        | Non qualifiée      | Non qualifiée | Non qualifiée | Non qualifiée | Non qualifiée | Non qualifiée | Non qualifiée | Non qualifiée | 6       | 2       | 2       | 2       | 11      | 7       |
| 1994        | Non qualifiée      | Non qualifiée | Non qualifiée | Non qualifiée | Non qualifiée | Non qualifiée | Non qualifiée | Non qualifiée | 10      | 7       | 1       | 2       | 21      | 7       |
| 1998        | Non qualifiée      | Non qualifiée | Non qualifiée | Non qualifiée | Non qualifiée | Non qualifiée | Non qualifiée | Non qualifiée | 8       | 6       | 2       | 0       | 34      | 5       |
| 2002        | Non qualifiée      | Non qualifiée | Non qualifiée | Non qualifiée | Non qualifiée | Non qualifiée | Non qualifiée | Non qualifiée | 8       | 7       | 0       | 1       | 73      | 4       |
| 2006        | Huitième de finale | 16e           | 4             | 1             | 1             | 2             | 5             | 6             | 9       | 7       | 1       | 1       | 31      | 5       |
| 2010        | 1er tour           | 21e           | 3             | 1             | 1             | 1             | 3             | 6             | 14      | 9       | 3       | 2       | 19      | 4       |
| 2014        | 1er tour           | 30e           | 3             | 0             | 0             | 3             | 3             | 9             | 14      | 8       | 4       | 2       | 25      | 12      |
| 2018        | 1er tour           | 30e           | 3             | 0             | 1             | 2             | 2             | 5             | 22      | 14      | 6       | 2       | 51      | 17      |
| 2022        | Huitième de finale | 11e           | 4             | 2             | 0             | 2             | 4             | 6             | 18      | 12      | 3       | 3       | 43      | 11      |
| 2026        | Qualifiée          | Qualifiée     | Qualifiée     | Qualifiée     | Qualifiée     | Qualifiée     | Qualifiée     | Qualifiée     | 16      | 11      | 4       | 1       | 38      | 7       |
| 2030        | À venir            | À venir       | À venir       | À venir       | À venir       | À venir       | À venir       | À venir       | À venir | À venir | À venir | À venir | À venir | À venir |
| 2034        | À venir            | À venir       | À venir       | À venir       | À venir       | À venir       | À venir       | À venir       | À venir | À venir | À venir | À venir | À venir | À venir |
| Total       | 7/23               | 0 titre       | 20            | 4             | 4             | 12            | 17            | 37            | 175     | 105     | 43      | 27      | 443     | 130     |

| Premier match       | Allemagne de l'Est 2-0 Australie (14 juin 1974 ; Hambourg, Allemagne) |
| Plus large victoire | Australie 3-1 Japon (12 juin 2006 ; Kaiserslautern, Allemagne)        |
| Plus large défaite  | Allemagne 4-0 Australie (13 juin 2010 ; Durban, Afrique du Sud)       |
| Meilleur résultat   | Huitièmes de finale (2d tour) en 2006 et 2022                         |
| Pire résultat       | 1er tour (phase de groupe) en 1974, 2010, 2014 et 2018                |

### Parcours à laCoupe des confédérations
La sélection australienne dispute à quatre reprises la Coupe des confédérations, trois fois en tant que vainqueur de la Coupe d'Océanie et une fois comme vainqueur de la Coupe d'Asie. Son bilan dans la compétition est de cinq victoires, trois nuls et huit défaites. Les Socceroos sont finalistes de la compétition en 1997
et troisièmes en 2001.
| Meilleurs buteurs en Coupe des confédérations | Meilleurs buteurs en Coupe des confédérations | Meilleurs buteurs en Coupe des confédérations | Meilleurs buteurs en Coupe des confédérations |
| --------------------------------------------- | --------------------------------------------- | --------------------------------------------- | --------------------------------------------- |
| Joueur                                        | Édition(s)                                    | Buts                                          | Matchs                                        |
| John Aloisi                                   | Arabie saoudite 1997, Allemagne 2005          | 5                                             | 9                                             |
| Josip Skoko                                   | Corée du Sud-Japon 2001, Allemagne 2005       | 2                                             | 9                                             |
| Shaun Murphy                                  | Corée du Sud-Japon 2001                       | 2                                             | 3                                             |
| Mark Viduka                                   | Arabie saoudite 1997                          | 1                                             | 7                                             |
| Damian Mori                                   | Arabie saoudite 1997                          | 1                                             | 3                                             |
| Harry Kewell                                  | Arabie saoudite 1997                          | 1                                             | 3                                             |
| Clayton Zane                                  | Corée du Sud-Japon 2001                       | 1                                             | 3                                             |
| Tomi Jurić                                    | Russie 2017                                   | 1                                             | 3                                             |
| Mark Milligan                                 | Russie 2017                                   | 1                                             | 3                                             |
| James Troisi                                  | Russie 2017                                   | 1                                             | 3                                             |
| Tom Rogić                                     | Russie 2017                                   | 1                                             | 2                                             |

| Statistiques en Coupe des confédérations | Statistiques en Coupe des confédérations | Statistiques en Coupe des confédérations | Statistiques en Coupe des confédérations | Statistiques en Coupe des confédérations | Statistiques en Coupe des confédérations | Statistiques en Coupe des confédérations | Statistiques en Coupe des confédérations | Statistiques en Coupe des confédérations |
| Année                                    | Résultat                                 | Class.                                   | J                                        | G                                        | N                                        | P                                        | bp                                       | bc                                       |
| ---------------------------------------- | ---------------------------------------- | ---------------------------------------- | ---------------------------------------- | ---------------------------------------- | ---------------------------------------- | ---------------------------------------- | ---------------------------------------- | ---------------------------------------- |
| 1992                                     | Non qualifiée                            | Non qualifiée                            | Non qualifiée                            | Non qualifiée                            | Non qualifiée                            | Non qualifiée                            | Non qualifiée                            | Non qualifiée                            |
| 1995                                     | Non qualifiée                            | Non qualifiée                            | Non qualifiée                            | Non qualifiée                            | Non qualifiée                            | Non qualifiée                            | Non qualifiée                            | Non qualifiée                            |
| 1997                                     | Finaliste                                | 2e                                       | 5                                        | 2                                        | 1                                        | 2                                        | 4                                        | 8                                        |
| 1999                                     | Non qualifiée                            | Non qualifiée                            | Non qualifiée                            | Non qualifiée                            | Non qualifiée                            | Non qualifiée                            | Non qualifiée                            | Non qualifiée                            |
| 2001                                     | 3e                                       | 3e                                       | 5                                        | 3                                        | 0                                        | 2                                        | 4                                        | 2                                        |
| 2003                                     | Non qualifiée                            | Non qualifiée                            | Non qualifiée                            | Non qualifiée                            | Non qualifiée                            | Non qualifiée                            | Non qualifiée                            | Non qualifiée                            |
| 2005                                     | 1er tour                                 | 8e                                       | 3                                        | 0                                        | 0                                        | 3                                        | 5                                        | 10                                       |
| 2009                                     | Non qualifiée                            | Non qualifiée                            | Non qualifiée                            | Non qualifiée                            | Non qualifiée                            | Non qualifiée                            | Non qualifiée                            | Non qualifiée                            |
| 2013                                     | Non qualifiée                            | Non qualifiée                            | Non qualifiée                            | Non qualifiée                            | Non qualifiée                            | Non qualifiée                            | Non qualifiée                            | Non qualifiée                            |
| 2017                                     | 1er tour                                 | 6e                                       | 3                                        | 0                                        | 2                                        | 1                                        | 4                                        | 5                                        |
| Total                                    | 4/10                                     | 0 titres                                 | 16                                       | 5                                        | 3                                        | 8                                        | 17                                       | 25                                       |

| Premier match       | Australie 3-1 Mexique (12 décembre 1997 ; Riyad, Arabie saoudite) |
| Plus large victoire | Australie 3-1 Mexique (12 décembre 1997 ; Riyad, Arabie saoudite) |
|                     | Mexique 0-2 Australie (30 mai 2001 ; Suwon, Corée du Sud)         |
| Plus large défaite  | Brésil 6-0 Australie (21 décembre 1997 ; Riyad, Arabie saoudite)  |
| Meilleur résultat   | Finale en 1997                                                    |
| Pire résultat       | 1er tour en 2005 et 2017                                          |

### Parcours enCoupe d'Océanie
La Coupe d'Océanie est créée en 1973. Après une seconde édition en 1980, elle disparaît jusqu'en 1996 où elle est recréée sur un rythme bisannuel, servant de qualification pour la Coupe des confédérations. L'Australie compte quatre victoires dans la compétition, dont un succès en tant que pays organisateur.
| Meilleurs buteurs en Coupe d'Océanie | Meilleurs buteurs en Coupe d'Océanie        | Meilleurs buteurs en Coupe d'Océanie | Meilleurs buteurs en Coupe d'Océanie |
| ------------------------------------ | ------------------------------------------- | ------------------------------------ | ------------------------------------ |
| Joueur                               | Édition(s)                                  | Buts                                 | Matchs                               |
| Damian Mori                          | 1996, Australie 1998, Nouvelle-Zélande 2002 | 14                                   | 9                                    |
| Kris Trajanovski                     | 1996, Australie 1998                        | 11                                   | 6                                    |
| Paul Trimboli                        | 1996, Australie 1998, Nouvelle-Zélande 2002 | 6                                    | 12                                   |
| Joel Porter                          | Nouvelle-Zélande 2002                       | 6                                    | 4                                    |
| Tim Cahill                           | Australie 2004                              | 6                                    | 4                                    |
| Ian Hunter                           | Nouvelle-Calédonie 1980                     | 5                                    | 4                                    |
| Eddie Krnčević                       | Nouvelle-Calédonie 1980                     | 5                                    | 4                                    |
| Craig Foster                         | Tahiti 2000                                 | 5                                    | 5                                    |
| Clayton Zane                         | Tahiti 2000                                 | 5                                    | 4                                    |
| Bobby Despotovski                    | Nouvelle-Zélande 2002                       | 5                                    | 4                                    |

| Parcours en Coupe d'Océanie | Parcours en Coupe d'Océanie | Parcours en Coupe d'Océanie | Parcours en Coupe d'Océanie | Parcours en Coupe d'Océanie | Parcours en Coupe d'Océanie | Parcours en Coupe d'Océanie | Parcours en Coupe d'Océanie | Parcours en Coupe d'Océanie |
| Année                       | Résultat                    | Class.                      | J                           | G                           | N                           | P                           | bp                          | bc                          |
| --------------------------- | --------------------------- | --------------------------- | --------------------------- | --------------------------- | --------------------------- | --------------------------- | --------------------------- | --------------------------- |
| 1973                        | Non inscrite                | Non inscrite                | Non inscrite                | Non inscrite                | Non inscrite                | Non inscrite                | Non inscrite                | Non inscrite                |
| 1980                        | Vainqueur                   | 1er                         | 4                           | 4                           | 0                           | 0                           | 24                          | 4                           |
| 1996                        | Vainqueur                   | 1er                         | 4                           | 3                           | 1                           | 0                           | 14                          | 0                           |
| 1998                        | Finaliste                   | 2e                          | 4                           | 3                           | 0                           | 1                           | 23                          | 3                           |
| 2000                        | Vainqueur                   | 1er                         | 4                           | 4                           | 0                           | 0                           | 26                          | 0                           |
| 2002                        | Finaliste                   | 2e                          | 5                           | 4                           | 0                           | 1                           | 23                          | 2                           |
| 2004                        | Vainqueur                   | 1er                         | 7                           | 6                           | 1                           | 0                           | 32                          | 4                           |
| Total                       | 6/7                         | 4 titres                    | 28                          | 24                          | 2                           | 2                           | 142                         | 13                          |

En rouge encadré et en gras italique, les éditions de la Coupe d'Océanie des nations que l'équipe d'Australie a disputées à domicile.
| Premier match       | Australie 8-0 Nouvelle-Calédonie · (24 février 1980; Nouméa, Nouvelle-Calédonie) |
| Plus large victoire | Australie 17-0 Îles Cook (19 juin 2000; Papeete, Tahiti)                         |
| Plus large défaite  | Nouvelle-Zélande 1-0 Australie (4 octobre 1998; Brisbane, Australie)             |
|                     | Nouvelle-Zélande 1-0 Australie (14 juillet 2002; Auckland, Nouvelle-Zélande)     |
| Meilleur résultat   | Vainqueur en 1980, 1996, 2000 et 2004                                            |
| Pire résultat       | Finaliste en 1998 et 2002                                                        |

### Parcours enCoupe d'Asie
La sélection australienne dispute pour la première fois la Coupe d'Asie en 2007, à la suite de son intégration à Confédération asiatique de football en 2006. Les Socceroos progressent régulièrement dans cette compétition, en étant quart-de-finaliste en 2007, finaliste en 2011 et vainqueur en 2015.
| Meilleurs buteurs en Coupe d'Asie | Meilleurs buteurs en Coupe d'Asie    | Meilleurs buteurs en Coupe d'Asie | Meilleurs buteurs en Coupe d'Asie |
| --------------------------------- | ------------------------------------ | --------------------------------- | --------------------------------- |
| Joueur                            | Édition(s)                           | Buts                              | Matchs                            |
| Tim Cahill                        | 2007, Qatar 2011, Australie 2015     | 6                                 | 16                                |
| Harry Kewell                      | 2007, Qatar 2011                     | 4                                 | 10                                |
| Mark Viduka                       | 2007                                 | 3                                 | 4                                 |
| Mile Jedinak                      | Qatar 2011, Australie 2015           | 3                                 | 10                                |
| Craig Goodwin                     | Qatar 2023                           | 2                                 | 3                                 |
| Martin Boyle                      | Qatar 2023                           | 2                                 | 5                                 |
| Awer Mabil                        | Émirats arabes unis 2019             | 2                                 | 5                                 |
| James Troisi                      | Australie 2015                       | 2                                 | 5                                 |
| Massimo Luongo                    | Australie 2015                       | 2                                 | 6                                 |
| Robbie Kruse                      | Qatar 2011, Australie 2015           | 2                                 | 9                                 |
| Jackson Irvine                    | Émirats arabes unis 2019, Qatar 2023 | 2                                 | 10                                |
| Michael Beauchamp                 | 2007                                 | 1                                 | 2                                 |
| John Aloisi                       | 2007                                 | 1                                 | 4                                 |
| Jason Davidson                    | Australie 2015                       | 1                                 | 4                                 |
| Apóstolos Giánnou                 | Émirats arabes unis 2019             | 1                                 | 4                                 |
| Tom Rogić                         | Émirats arabes unis 2019             | 1                                 | 4                                 |
| Jordan Bos                        | Qatar 2023                           | 1                                 | 5                                 |
| Chris Ikonomidis                  | Émirats arabes unis 2019             | 1                                 | 5                                 |
| Tomi Jurić                        | Australie 2015                       | 1                                 | 5                                 |
| Jamie Maclaren                    | Émirats arabes unis 2019             | 1                                 | 5                                 |
| Harry Souttar                     | Qatar 2023                           | 1                                 | 5                                 |
| Carl Valeri                       | Qatar 2011                           | 1                                 | 5                                 |
| Saša Ognenovski                   | Qatar 2011                           | 1                                 | 6                                 |
| Trent Sainsbury                   | Australie 2015                       | 1                                 | 6                                 |
| David Carney                      | 2007, Qatar 2011                     | 1                                 | 7                                 |
| Mark Milligan                     | 2007, Australie 2015                 | 1                                 | 7                                 |
| Brett Emerton                     | 2007, Qatar 2011                     | 1                                 | 9                                 |
| Brett Holman                      | 2007, Qatar 2011                     | 1                                 | 9                                 |
| Matt McKay                        | Qatar 2011, Australie 2015           | 1                                 | 10                                |
| But contre son camp               | Qatar 2023                           | 1                                 | -                                 |

| Parcours en Coupe d'Asie des nations | Parcours en Coupe d'Asie des nations | Parcours en Coupe d'Asie des nations | Parcours en Coupe d'Asie des nations | Parcours en Coupe d'Asie des nations | Parcours en Coupe d'Asie des nations | Parcours en Coupe d'Asie des nations | Parcours en Coupe d'Asie des nations | Parcours en Coupe d'Asie des nations |
| Année                                | Résultat                             | Class.                               | J                                    | G                                    | N                                    | P                                    | bp                                   | bc                                   |
| ------------------------------------ | ------------------------------------ | ------------------------------------ | ------------------------------------ | ------------------------------------ | ------------------------------------ | ------------------------------------ | ------------------------------------ | ------------------------------------ |
| 2007                                 | Quart de finale                      | 7e                                   | 4                                    | 1                                    | 2                                    | 1                                    | 7                                    | 5                                    |
| 2011                                 | Finale                               | 2e                                   | 6                                    | 4                                    | 1                                    | 1                                    | 13                                   | 2                                    |
| 2015                                 | Vainqueur                            | 1er                                  | 6                                    | 5                                    | 0                                    | 1                                    | 14                                   | 3                                    |
| 2019                                 | Quart de finale                      | 7e                                   | 5                                    | 2                                    | 1                                    | 2                                    | 6                                    | 4                                    |
| 2023                                 | Quart de finale                      | 6e                                   | 5                                    | 3                                    | 1                                    | 1                                    | 9                                    | 3                                    |
| 2027                                 | Qualifiée                            |                                      |                                      |                                      |                                      |                                      |                                      |                                      |
| Total                                | Total                                | 1 Titre                              | 26                                   | 15                                   | 5                                    | 6                                    | 49                                   | 17                                   |

En rouge encadré et en gras italique, les éditions de la Coupe d'Asie que l'équipe d'Australie a disputées à domicile.
| Premier match       | Australie 1-1 Oman (8 juillet 2007; Bangkok, Thaïlande)  |
| Plus large victoire | Ouzbékistan 0-6 Australie (25 janvier 2011; Doha, Qatar) |
| Plus large défaite  | Irak 3-1 Australie (13 juillet 2007; Bangkok, Thaïlande) |
| Meilleur résultat   | Vainqueur en 2015                                        |
| Pire résultat       | Quart de finaliste en 2007, 2019 et 2023                 |

### Parcours auxJeux olympiques d'été
| Jeux olympiques d'été | Jeux olympiques d'été             | Jeux olympiques d'été             | Jeux olympiques d'été             | Jeux olympiques d'été             | Jeux olympiques d'été             | Jeux olympiques d'été             | Jeux olympiques d'été             | Jeux olympiques d'été             |
| Année                 | Tour                              | Classement                        | J                                 | G                                 | N                                 | P                                 | Bp                                | Bc                                |
| --------------------- | --------------------------------- | --------------------------------- | --------------------------------- | --------------------------------- | --------------------------------- | --------------------------------- | --------------------------------- | --------------------------------- |
| 1900 - 1952           | Non participante                  | Non participante                  | Non participante                  | Non participante                  | Non participante                  | Non participante                  | Non participante                  | Non participante                  |
| 1956                  | Quart de finale                   | 5e                                | 2                                 | 1                                 | 0                                 | 1                                 | 4                                 | 4                                 |
| 1960                  | Forfait                           | Forfait                           | Forfait                           | Forfait                           | Forfait                           | Forfait                           | Forfait                           | Forfait                           |
| 1964                  | Non inscrite                      | Non inscrite                      | Non inscrite                      | Non inscrite                      | Non inscrite                      | Non inscrite                      | Non inscrite                      | Non inscrite                      |
| 1968                  | Non inscrite                      | Non inscrite                      | Non inscrite                      | Non inscrite                      | Non inscrite                      | Non inscrite                      | Non inscrite                      | Non inscrite                      |
| 1972                  | Non inscrite                      | Non inscrite                      | Non inscrite                      | Non inscrite                      | Non inscrite                      | Non inscrite                      | Non inscrite                      | Non inscrite                      |
| 1976                  | Non inscrite                      | Non inscrite                      | Non inscrite                      | Non inscrite                      | Non inscrite                      | Non inscrite                      | Non inscrite                      | Non inscrite                      |
| 1980                  | Non inscrite                      | Non inscrite                      | Non inscrite                      | Non inscrite                      | Non inscrite                      | Non inscrite                      | Non inscrite                      | Non inscrite                      |
| 1984                  | Non inscrite                      | Non inscrite                      | Non inscrite                      | Non inscrite                      | Non inscrite                      | Non inscrite                      | Non inscrite                      | Non inscrite                      |
| 1988                  | Quart de finale                   | 7e                                | 4                                 | 2                                 | 0                                 | 2                                 | 2                                 | 6                                 |
| 1992 - aujourd'hui    | Voir Équipe d'Australie olympique | Voir Équipe d'Australie olympique | Voir Équipe d'Australie olympique | Voir Équipe d'Australie olympique | Voir Équipe d'Australie olympique | Voir Équipe d'Australie olympique | Voir Équipe d'Australie olympique | Voir Équipe d'Australie olympique |
| Total                 | 2/20                              | 0 titres                          | 6                                 | 1                                 | 0                                 | 3                                 | 6                                 | 10                                |

## Identité

### Surnoms
Le surnom australien, Socceroos, a été inventé en 1967 par un journaliste de Sydney, Tony Horstead lors de sa couverture de la Quoc Khanh Cup (en) en 1967, qui se déroulait au Viêt Nam du Sud lors de la Guerre du Viêt Nam. Il est couramment utilisé par les Australiens et par les membres de la FFA. Le surnom représente une tendance culturelle australienne qui est l'utilisation des expressions familières. Ce surnom représente aussi l'utilisation de Soccer en Anglais australien.
Le surnom en lui-même est similaire à la plupart des autres surnoms représentatifs des équipes nationales australiennes, ces surnoms sont utilisés de manière informelle pour faire référence à l'équipe, dans les médias ou dans les conversations. De même, le nom est dérivé d'un symbole bien connu de l'Australie, dans ce cas, le kangourou. Les mots football et kangourou sont combinés en un mot le soccer-roo, c'est aussi le cas pour l'Équipe d'Australie olympique de football, les 'Olyroos' .

### Couleurs

Drapeau de l'Australie.

La tenue traditionnelle de l'Australie est un maillot or et un short vert, les couleurs nationales de l'Australie qui sont communes à la plupart des équipes nationales du pays. La couleur des chaussettes a changé dans les années 1970, 1980 et 1990, passant du blanc au même vert que le short puis à la même couleur que le maillot. La tenue extérieure des Socceroos est un maillot bleu foncé accompagné d'un short et des chaussettes bleu foncé également. Les tenues de l'Australie ont été produites par de nombreux fabricants, comme Umbro, Adidas, KingRoo (de 1990 à 1993) et Adidas à nouveau (de 1994 à 2003) et, plus récemment, Nike (depuis 2004).
La tenue d'origine, celle portée en 1922, ne comportait pas les couleurs vert et or traditionnelles des équipes nationales Australiennes, l'équipe portait un maillot et des chaussettes bleu ciel et un short blanc pour cette rencontre. L'apparence du maillot était calquée sur les tenues de l'Équipe d'Australie de rugby à XIII (notamment pour les bandes du maillot). Plutôt que d'afficher le logo de la Fédération australienne de football, le maillot de l'Australie dispose traditionnellement le blason de l'Australie sur la poitrine gauche des joueurs. La tenue des Socceroos pour la Coupe du monde de la FIFA 1974, ce sera d'ailleurs le cas pour toutes les autres tenue de ce tournoi, Adidas parrainant l'événement.
| 1922 | 1974 | 1998 | 2001 | 2004 | 2006 | 2007 | 2008 | 2010 | 2012 |

| 1974 | 2004 | 2004 | 2006 | 2007 | 2008 | 2010 | 2012 |

Les armoiries de l'Australie présentes sur le maillot national.
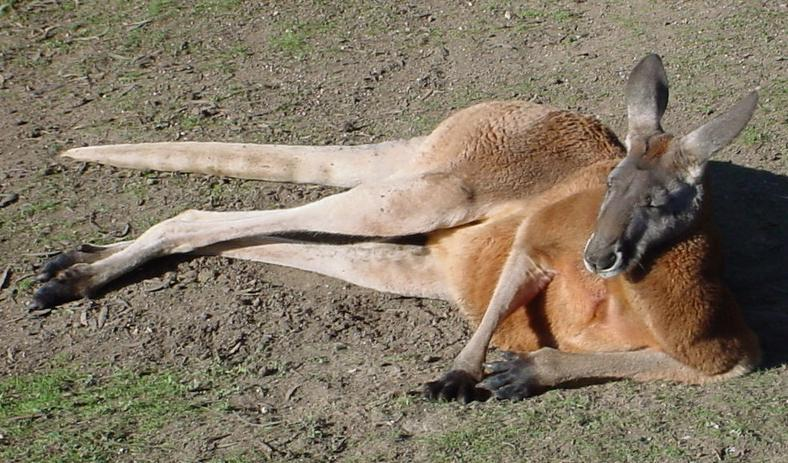
Le kangourou est un symbole de l'équipe nationale.
Le logo de la Fédération
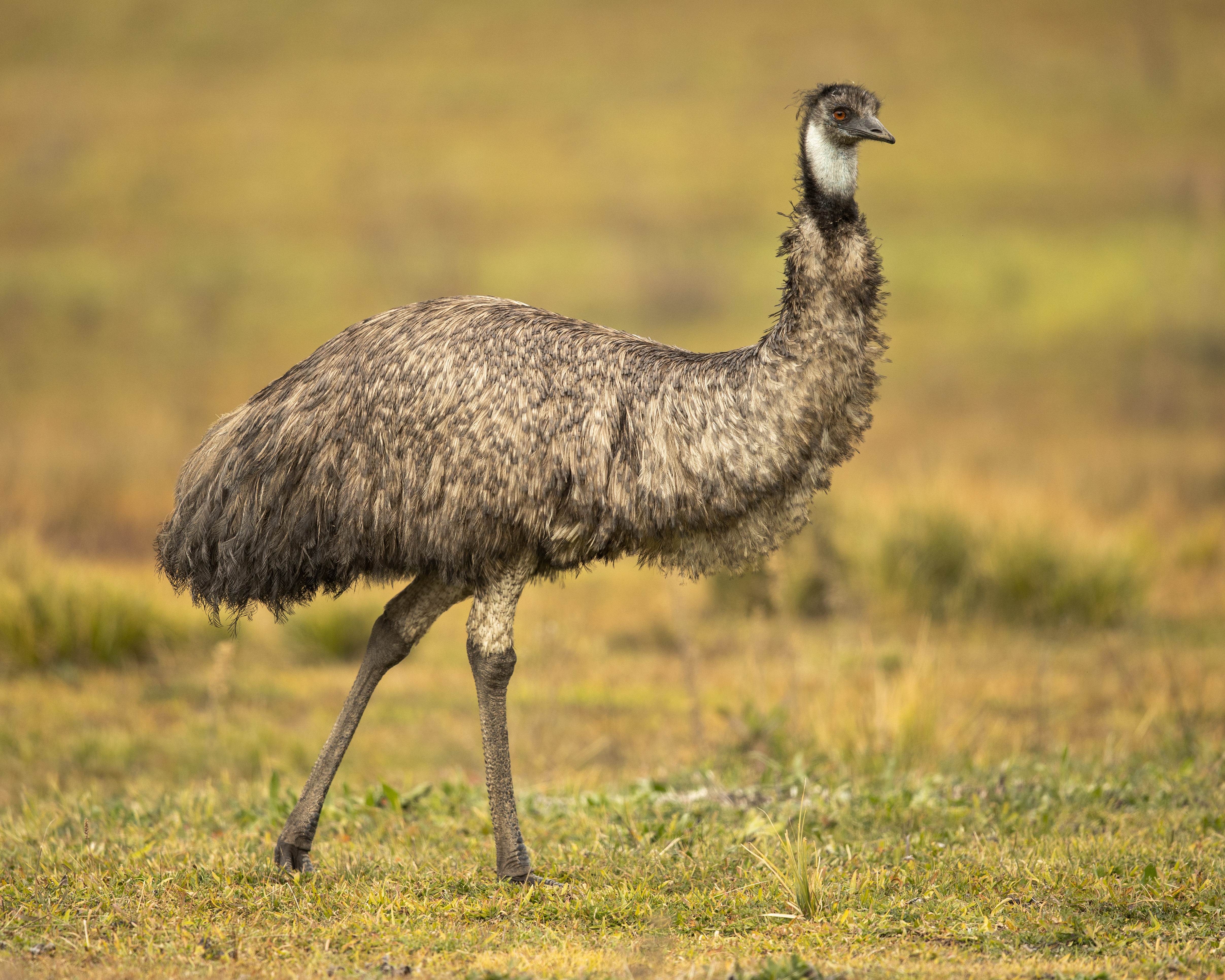
L'émeu est un autre symbole australien

### Infrastructures
| \| Adélaïde · Melbourne · Perth · Canberra · Brisbane · Sydney \| Localisation des principaux stades utilisés par la sélection. |
| Adélaïde · Melbourne · Perth · Canberra · Brisbane · Sydney                                                                     |

À la différence de nombreuses sélections, les Socceroos n'ont pas de stade national attitré. Que ce soit pour les matchs qualificatifs pour la Coupe du monde ou pour les matchs amicaux, ils tournent à travers le pays et évolue dans de nombreux stades cependant les grandes rencontres internationales ont généralement lieu à l'ANZ Stadium de Sydney. D'autres grands stades ont été utilisés pour accueillir les Socceroos ces dernières années, notamment le Sydney Football Stadium qui se situe également à Sydney, le Etihad Stadium de Melbourne ainsi que le Suncorp Stadium de Brisbane. D'autres matches internationaux ont également été joués au Melbourne Cricket Ground et au AAMI Park de Melbourne, au Hindmarsh Stadium et à l'Adelaide Oval à Adélaïde, au Subiaco Oval de Perth ainsi qu'au Canberra Stadium de Canberra.
L'équipe d'Australie joue historiquement au Brisbane Cricket Ground à Brisbane qui a accueilli le premier match international de l'Australie sur son sol le 9 Juin 1923. Les autres lieux historiques qui ont accueilli régulièrement les matchs à domicile internationaux de l'Australie sont l'Olympic Park Stadium de Melbourne mais aussi le Sydney Cricket Ground ou aussi à l'Agricultural Oval de Sydney.
L'Australie délocalise parfois ses matchs amicaux en Europe, l'Australie a joué plusieurs matchs à « domicile » ces dernières années au Craven Cottage de Fulham (Stade à domicile du Fulham Football Club) et au Loftus Road de Shepherd's Bush (Stade à domicile du Queens Park Rangers Football Club) en raison du fait qu'il y a une importante communauté d'expatriés Australiens dans l'ouest de Londres et qu'une grande partie de l'équipe senior joue dans les grands championnats européens.

Les principaux stades utilisés par la sélection australienne
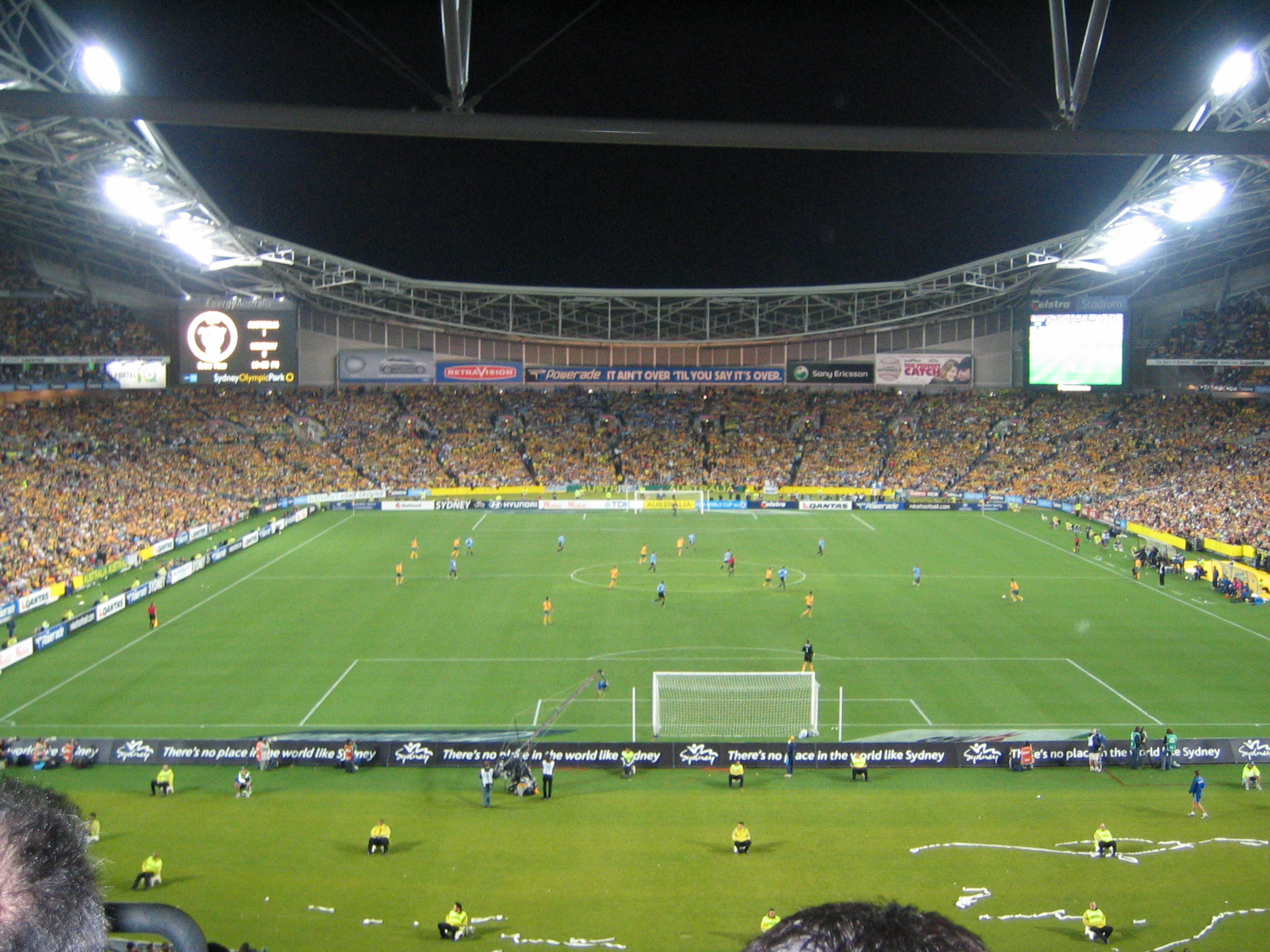
L'ANZ Stadium en 2005.
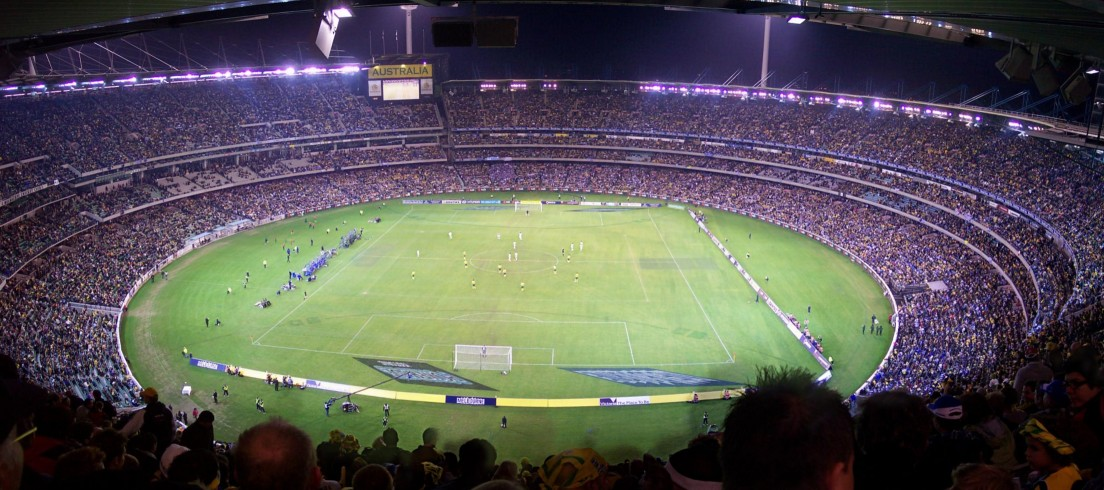
Le Melbourne Cricket Ground en 2006.
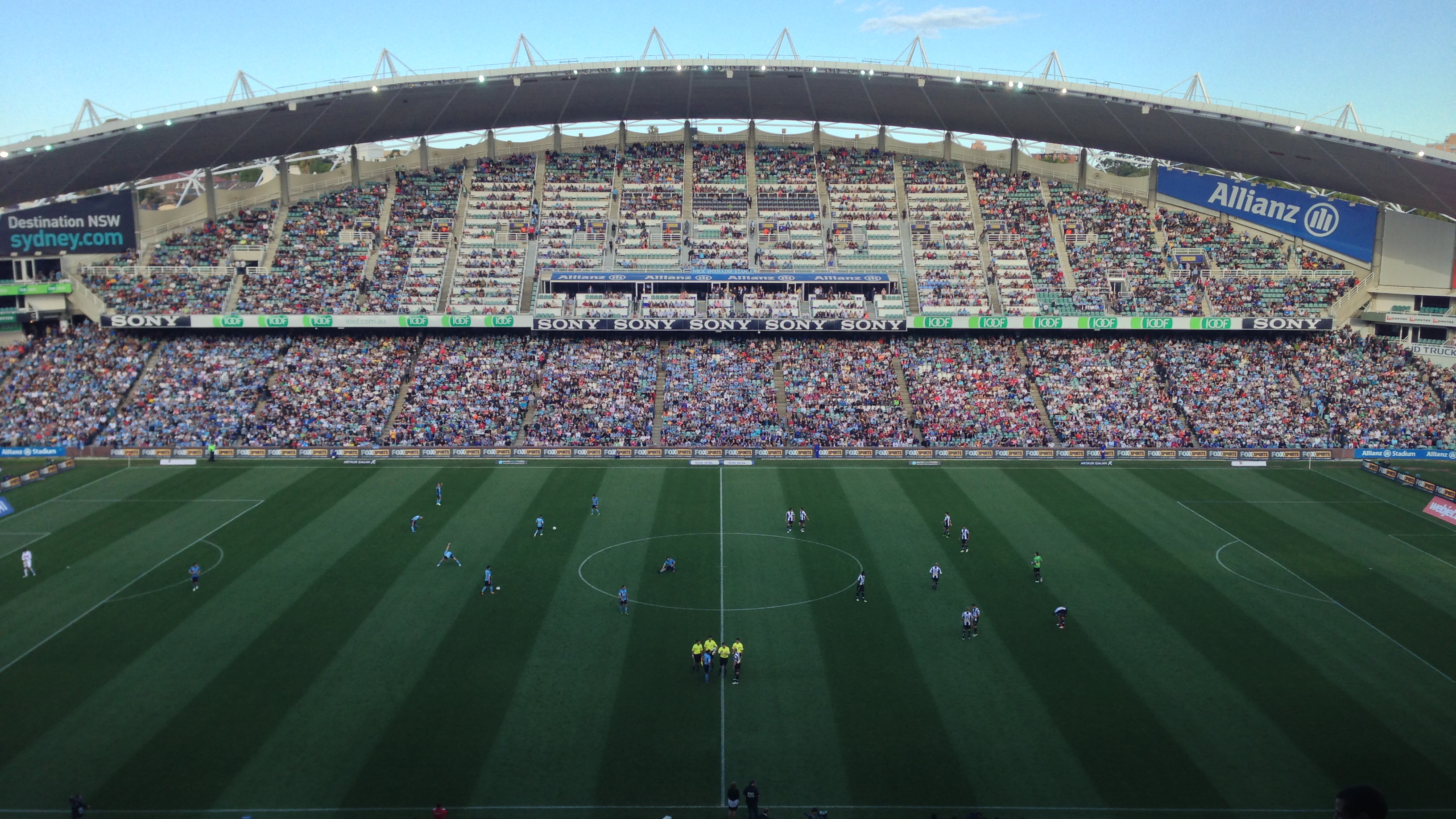
Le Sydney Football Stadium en 2012.

### Supporters

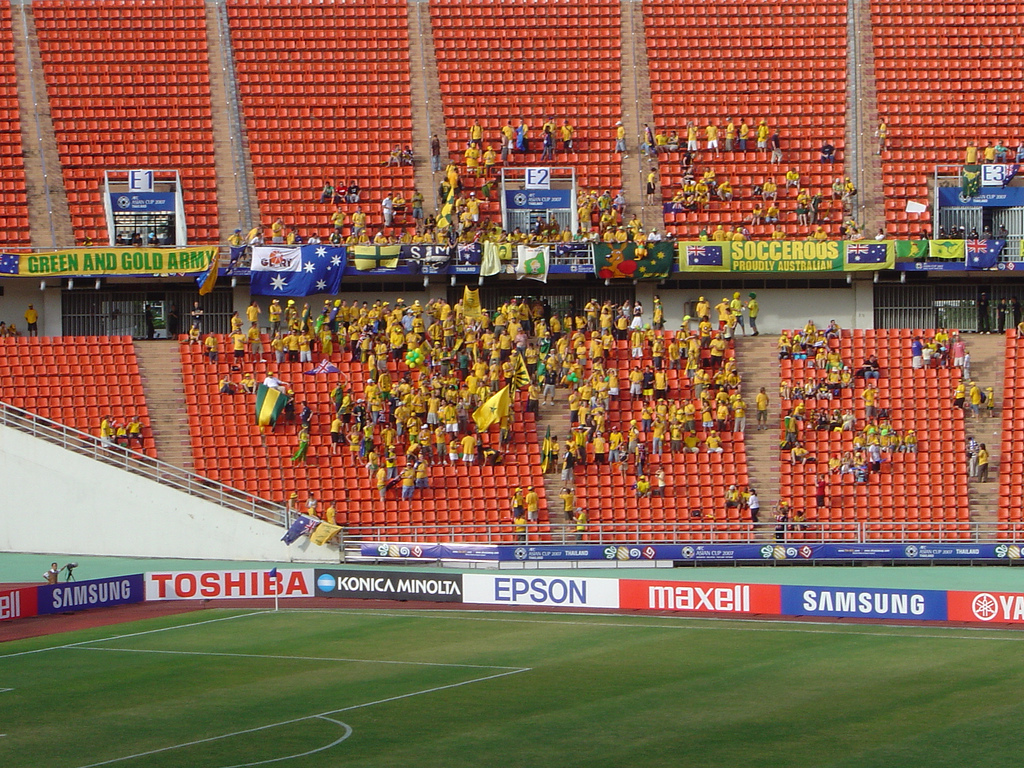
La Green and Gold Army

Le principal club de supporteurs de l'équipe nationale australienne est le Terrace Australis. Le groupe a été fondé par la Fédération d'Australie de football et les fans en 2013, au cours des qualifications pour la Coupe du monde de la FIFA 2014. La naissance de Terrasse Australis a vu l'Armée Vert et Or (GGA) renoncer au statut qu'il réclamait depuis sa création en 2001, celui de principal groupe de supporteurs des Socceroos.

### Couverture médiatique
Les matches de l'équipe d'Australie sont diffusés par la chaine en accès libre SBS et par la chaîne de sport payante Fox Sports, avec la diffusion des matchs de l'équipe d'Australie de football, les deux chaines ont réussi de nombreux records d’audience. Le match de barrage qualificatif pour la Coupe du monde 2006 contre l'Uruguay est le record d'audience historique de la chaîne SBS avec 3,4 millions de spectateurs tandis que le match de qualification pour la Coupe du monde 2010 contre l'Ouzbékistan établi le record de la plus forte audience de la télévision par abonnement, avec une moyenne de 431 000 téléspectateurs au cours de la rencontre.

## Personnalités

### Chronologie des sélectionneurs
Le tableau suivant représente la liste des sélectionneurs de l'équipe d'Australie depuis 1967.

### Joueurs emblématiques
Les plus grands joueurs de l'histoire des Socceroos ont été intronisés au Football Hall of Fame. Judy Masters est le joueur emblématique des débuts des Socceroos, né en 1892, il fut combattant lors de la Première Guerre mondiale, à Gallipoli notamment, cet attaquant a connu 6 sélections et inscrit 5 buts entre 1923 et 1927, il fut également capitaine à 5 reprises. Il a été intronisé au Hall of Champions du Football Hall of Fame en 1999. Alf Quill est un des plus grands joueurs australiens des années 1930, intronisé la même année que Judy Masters, cet attaquant intérieur a connu deux sélections et a inscrit deux buts en A, en 1938 face à l'Inde, son total de sélections se porte à 7 et son nombre de buts à 8 si on tient compte des matchs ne comptant pas comme des sélections A.
Reg Date est le grand footballer australien de la fin des années 1940 et du début des années 1950, cet attaquant a inscrit 8 buts pour les Socceroos en seulement cinq sélections. Ron Lord fut le gardien de but australien dans les années 1950, il défendit le but de son pays lors des Jeux olympiques de Melbourne en 1956. Joe Marston a connu 37 sélections entre 1947 et 1964, dont 13 en A. Ce défenseur et le premier joueur australien à disputer une finale de FA Cup, en 1954 avec son club de Preston North End. Bob Bignall est lui aussi un défenseur australien des années 1950, il compte 8 sélections avec les Socceroos. C'est lui qui était le capitaine de la sélection australienne en 1956 à Melbourne.
Parmi les footballeurs emblématiques des Socceroos et des membres du Football Hall of Fame nombreux ont les joueurs ayant participé à la Coupe du monde 1974. Johnny Warren, fut international australien à 42 reprises, il a inscrit un total de 6 buts au cours de sa carrière. Il est un des joueurs les plus importants de la fin des années 1960 et du début des années 1970, ce milieu de terrain participe à la Coupe du monde 1974, où il joue un match face à la RDA en tant que titulaire. Attila Abonyi qui jouait au poste d’ailier connu 61 élections et il inscrivit 25 buts pour son équipe, il participa également au mondial 1974. Peter Wilson est le défenseur emblématique de la sélection australienne des années 1970, sélectionner à 65 reprises entre 1970 et 1979, il a inscrit 3 buts, il a été à 60 reprises capitaine de Socceroos, notamment lors du mondial allemand. Jimmy Rooney a connu entre 1971 et 1980, il compte 99 sélection et a marqué 20 buts (dont 57 sélection et 3 buts en A). Il participe à la Coupe du monde de football 1974, où il joue tous les matchs en tant que titulaire.
John Kosmina était l'attaquant des Socceroos de 1976 à 1988, ce joueur a effectué la majorité de sa carrière en Australie, sélectionner 60 fois, il a inscrit 25 buts (le cinquième meilleur total). En comptant les matchs non officiels, il fait partie des 3 joueurs australiens atteignant les 100 capes, il a également porté entre 1982 et 1988 le brassard de capitaine a 25 reprises. Alan Edward Davidson est lui aussi un des joueurs australien majeur des années 1980, il jouait au poste de défenseur, il a connu 51 sélection en A et il a inscrit 2 buts. Il a été un homme clé de l'Australia Bicentenary Gold Cup 1988 remporté à Sydney. Graham Arnold fut l'attaquant des Socceroos, il a porté a 56 reprise le maillot australien et il a inscrit 19 buts (85 sélection, 33 buts en incluant les match non officiel).
L'Australie malgré l'absence de qualification pour une coupe du monde, a connu dans les années 1990 de nombreux grands joueurs. Robert Zabica était le titulaire dans les cages australienne entre 1990 et 1994, il dispute 28 matchs au cours de cette période avant d'être barré par Milan Blagojevic, 19 élections entre 1991 et 2002, puis par Mark Bosnich (17 sélection et un but) qui est élu gardien de but océanien du siècle par l'IFFHS, ce dernier cède sa place à Mark Schwarzer. Au cours des années 1990, l'Australie connait de nombreux bons défenseurs, Alex Tobin apparait au cours de cette période 87 fois sous le maillot australien, il était accompagné en défense par les autres membres du Hall of Champion du Hall of Fame, Milan Ivanović, 59 sélections entre 1991 et 1998, Ned Zelic comptant 34 sélections et 3 buts inscrit, qui s'est particulièrement distingué en 1997, avec 14 sélection et deux buts cette année-là. Tony Vidmar a également disputé de nombreux matchs pour la sélection australienne entre 1991 et 2006, il est devenu une pièce central de la défense australienne lors de la mandature de Frank Farina. Le milieu de terrain Paul Wade est un joueur majeur des Socceroos entre 1986 et 1996, il est toujours aujourd'hui le cinquième joueur le plus capé, il a disputé 84 matchs avec le maillot jaune et vert et il a inscrit 10 buts, il a également porté le brassard de capitaine à 46 reprises, Paul Wade fait partie de joueurs vainqueurs de la Coupe d'Océanie 1996, il fut intronisé en 2000 au Hall of Champions du Hall of Fame. Robbie Slater évoluait aussi au milieu de terrain, il a disputé 44 rencontres pour les Soccerros et il a inscrit un but, il a reçu à deux reprises la distinction de meilleur joueur océanien, en 1991 et en 1993 il est nommé en 2005 au Hall of Fame. Aurelio Vidmar a porté en 12 ans le maillot australien à 44 reprises, nommé Footballeur océanien de l'année en 1994, il fait partie des meilleurs réalisateur de l'histoire de sa sélection avec 17 réalisations.
Le défenseur Paul Okon est un joueur emblématique des Soccerros des années 2000, ce joueur qui compte 28 sélections a connu son heure de gloire au sein de sa sélection en remportant Coupe d'Océanie 2000, il fut également nommé Footballeur océanien de l'année en 1996, Okon est intégré en 2009 au Hall of Champions du Hall of Fame de la Fédération d'Australie de football. Introniser l'année suivante, Stan Lazaridis est un autre joueur majeur de la décennie, ce joueur du couloir gauche a connu 60 sélections, également vainqueur de la Coupe d'Océanie 2000, il a participé à la Coupe du monde 2006. Plus récemment deux autres joueurs ont fait apparition au temple de la renommée du football australien pour la décennie 2000, le défenseur Craig Moore et le milieu de terrain Scott Chipperfield. Ces deux joueurs ont participé aux Coupe du monde 2006 et 2010. Comme la plupart des meilleurs footballers australiens, ces deux joueurs sont partis évolués en Europe, principalement au Glasgow Rangers pour Moore et au FC Bâle pour Chipperfield.

### Joueurs records
Mark Schwarzer détient le record de sélection avec l'équipe d'Australie avec ses 109 capes. Il est le seul joueur Australien à avoir atteint les 100 sélections. Lucas Neill est le second joueur le plus capé de l'histoire des Socceroos. Brett Emerton est le troisième joueur comptant le plus de sélections avec une unité de moins que Lucas Neill.
Damian Mori et Tim Cahill partage le record de meilleur buteur avec 29 unités chacun. Damian Mori a marqué 29 buts entre 1992 et 2002, période durant laquelle il a joué pour l'Australie à 45 reprises. Tim Cahill a également marqué 29 buts depuis sa première apparition pour l'Australie en mars 2004. Au cours de cette période, il a joué pour l'Australie à 66 reprises. Archie Thompson est le troisième meilleurs buteurs avec 28 buts.
L'Australie détient actuellement le record du monde de la plus large victoire et du plus grand nombre de buts marqués par un joueur dans un match international. Les deux records ont été obtenus au cours des éliminatoires de la Coupe du monde 2002, lors d'une rencontre face aux Samoa américaines le 11 avril 2001. L'Australie a gagné 31-0 avec Archie Thompson marquant 13 buts et David Zdrilic marquant 8 buts. Deux jours avant la victoire 31-0, l'Australie avait battu le record de la plus large victoire avec une victoire de 22-0 sur les Tonga. Les deux victoires ont dépassé le précédent record détenu par le Koweït qui a battu 20-0 Bhoutan le 14 février 2000. Avec 13 et 8 buts respectivement, Thompson et Zdrilic ont battu conjointement le précédent record co-détenu par un autre Australien, Gary Cole, qui a marqué sept buts contre les Fidji en 1981, et par l'Iranien Karim Bagheri qui a aussi marqué sept buts contre Maldives en 1997.

#### Joueurs les plus capés

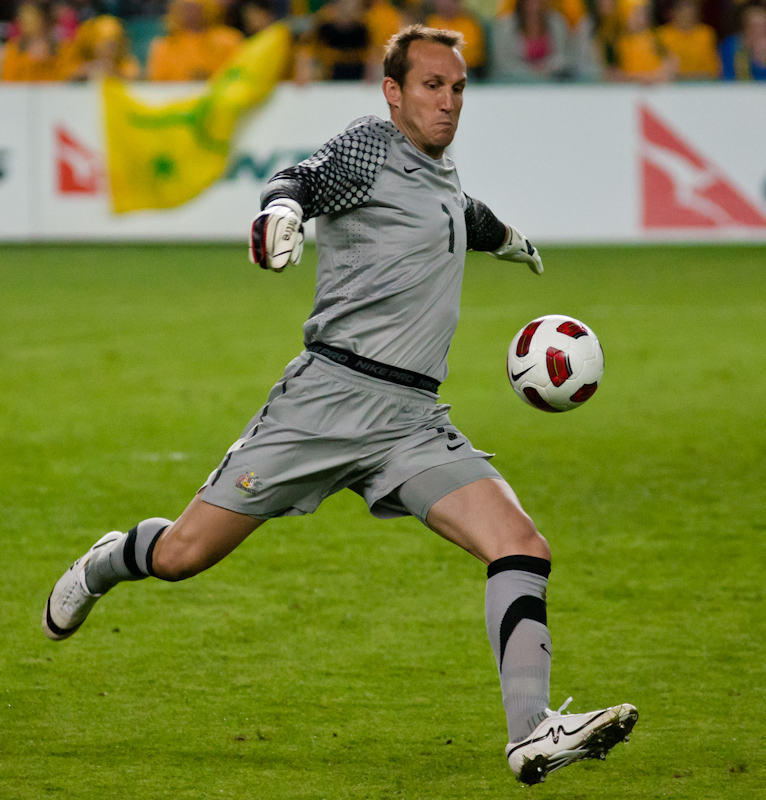
Mark Schwarzer joueur le plus capé de l'histoire de la sélection australienne

Mis à jour le 4 décembre 2022.
| Rang | Sélections | Nom            | Période   | Buts |
| ---- | ---------- | -------------- | --------- | ---- |
| 1    | 109        | Mark Schwarzer | 1993-2013 | 0    |
| 2    | 108        | Tim Cahill     | 2004-2018 | 50   |
| 3    | 96         | Lucas Neill    | 1996-2013 | 1    |
| 4    | 95         | Brett Emerton  | 1998-2012 | 20   |
| 5    | 87         | Alex Tobin     | 1988-1998 | 2    |
| 6    | 84         | Mark Bresciano | 2001-2015 | 13   |
| 6    | 84         | Paul Wade      | 1986-1996 | 10   |
| 7    | 80         | Luke Wilkshire | 2004-2014 | 8    |
| 7    | 80         | Mark Milligan  | 2006-2019 | 6    |
| 8    | 79         | Mile Jedinak   | 2008-2018 | 20   |
| 8    | 79         | Mathew Ryan    | 2012-     | 0    |

#### Meilleurs buteurs

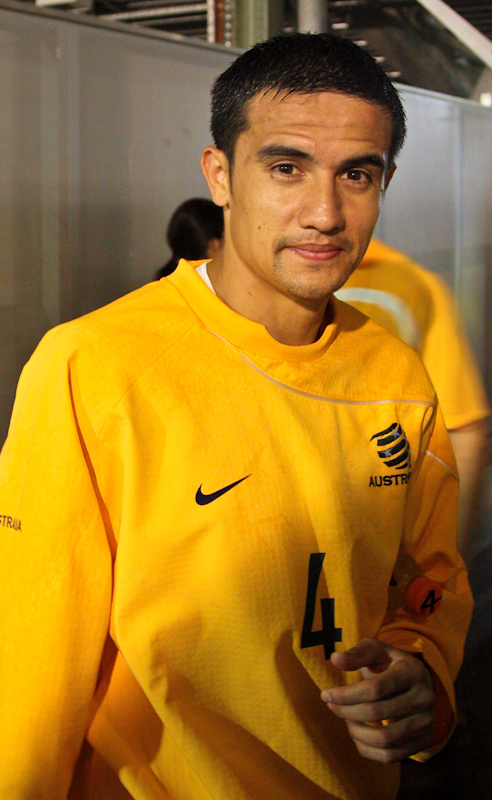
Tim Cahill

À la suite de son doublé face à la sélection équatorienne le 5 mars 2014, Tim Cahill dépasse avec 31 unités le record de Damian Mori, vieux de douze ans.
Mis à jour le 4 décembre 2022.
| Rang | Buts | Joueur          | Période   | Sélections | Ratio |
| ---- | ---- | --------------- | --------- | ---------- | ----- |
| 1    | 50   | Tim Cahill      | 2004-2018 | 108        | 0,46  |
| 2    | 29   | Damian Mori     | 1992-2002 | 45         | 0,64  |
| 3    | 28   | Archie Thompson | 2001-2013 | 54         | 0,52  |
| 4    | 27   | John Aloisi     | 1997-2008 | 55         | 0,49  |
| 5    | 25   | John Kosmina    | 1976-1988 | 60         | 0,42  |
| 5    | 25   | Attila Abonyi   | 1967-1977 | 61         | 0,41  |
| 7    | 20   | David Zdrilic   | 1997-2010 | 31         | 0,64  |
| 7    | 20   | Mile Jedinak    | 2008-2018 | 78         | 0,26  |
| 7    | 20   | Brett Emerton   | 1998-2012 | 95         | 0,21  |
| 10   | 19   | Graham Arnold   | 1985-1997 | 56         | 0,34  |

### Capitaines

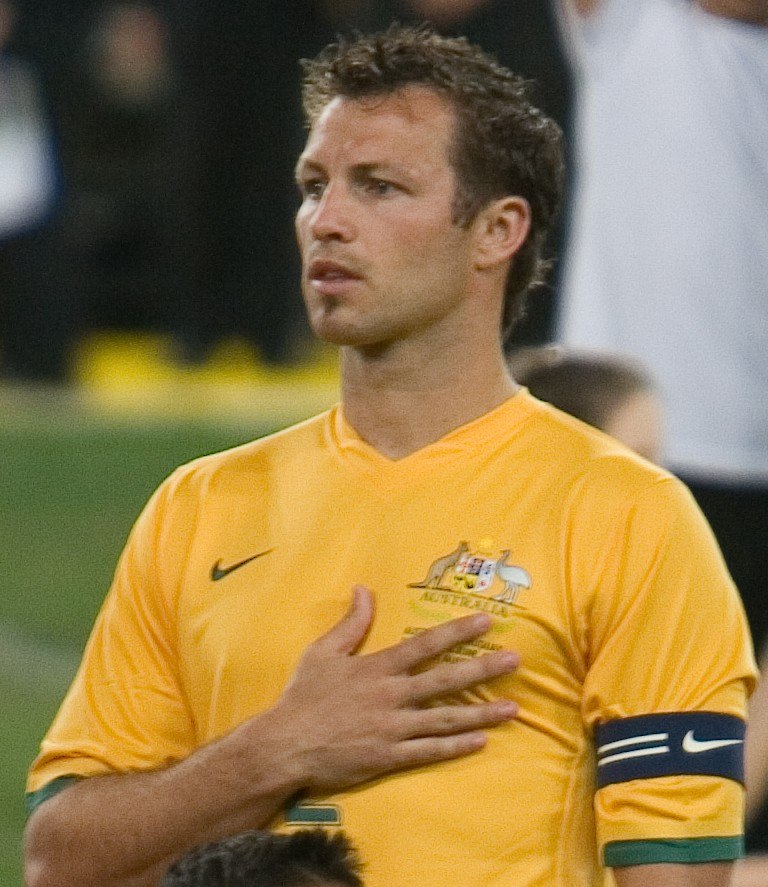
Lucas Neill

L'Australie a été dirigée par au moins 57 joueurs différents qui jusqu'ici ont ayant commencé un match international en tant que capitaine. Le joueur qui a été le plus souvent capitaine est Lucas Neill (61 fois). Mile Jedinak lui succède en 2014.
| Rang | Joueur         | Capitanats | Premier capitanat | Dernier capitanat |
| ---- | -------------- | ---------- | ----------------- | ----------------- |
| 1    | Lucas Neill    | 61         | 7 octobre 2006    | 19 novembre 2013  |
| 2    | Peter Wilson   | 60         | 11 novembre 1971  | 13 juin 1979      |
| 3    | Paul Wade      | 46         | 25 août 1990      | 1er novembre 1996 |
| 4    | Mile Jedinak   | 31         | 5 mars 2014       | 15 novembre 2017  |
| 5    | Alex Tobin     | 30         | 11 février 1995   | 6 novembre 1998   |
| 5    | Charlie Yankos | 30         | 25 octobre 1986   | 16 avril 1989     |
| 7    | John Kosmina   | 25         | 6 octobre 1982    | 9 mars 1988       |
| 8    | Johnny Warren  | 24         | 5 novembre 1967   | 1er décembre 1970 |
| 8    | Paul Okon      | 24         | 9 octobre 1996    | 7 septembre 2003  |
| 10   | Mark Viduka    | 17         | 3 août 2005       | 21 juillet 2007   |

Mis à jour le 10 septembre 2014.
Dans le tableau suivant sont indiqués les différents joueurs australien ayant entamé un match international en tant que capitaine. Les joueurs ayant porté le brassard de capitaine à la suite d'un remplacement ou d'une expulsion en cours de match ne sont pas mentionnés.

## Statistiques

### Nations rencontrées
| Adversaire       | Total | Victoires | Matchs nuls | Défaites |
| ---------------- | ----- | --------- | ----------- | -------- |
| Nouvelle-Zélande | 65    | 42        | 10          | 13       |
| Corée du Sud     | 31    | 11        | 11          | 9        |
| Japon            | 29    | 8         | 10          | 11       |
| Afrique du Sud   | 21    | 6         | 4           | 11       |
| Indonésie        | 19    | 14        | 4           | 1        |
| Israël           | 15    | 4         | 8           | 3        |
| Chine            | 14    | 8         | 2           | 4        |
| Koweït           | 14    | 7         | 2           | 5        |
| Arabie saoudite  | 12    | 6         | 4           | 2        |
| Oman             | 11    | 6         | 4           | 1        |
| Taipei chinois   | 11    | 10        | 1           | 0        |

#### Au niveau mondial
La sélection australienne a eu l'occasion de rencontrer de nombreuses équipes à travers le monde, majoritairement lors de matchs amicaux. Après avoir affronté les autres dominions britanniques, la Nouvelle-Zélande, le Canada, l'Inde et l'Afrique du Sud à ses débuts, l'Australie affronte sa première nation asiatique, le Japon lors du tournoi olympique de 1956. Elle rencontre ensuite sa première nation européenne le 20 juillet 1969, la Grèce lors d'une rencontre amicale remportée 1 à 0 devant 30 115 spectateurs du Sydney Cricket Ground, la Rhodésia est la première nation africaine affrontée, en 1969 lors des qualifications de la Coupe du monde 1970. L'Australie affronte sa première nation nord-américaine, le Mexique, lors d'un match amical joué le 2 décembre 1970 au Stade Azteca de Mexico. Les Socceroos affrontent finalement leur première nation sud-américaine l'Uruguay en avril 1974 dans l'optique de préparer la première participation de l'équipe à un Coupe du monde.
La sélection australienne obtient le premier grand succès de son histoire en battant l'Argentine quatre buts à un le 14 juillet 1988. Elle obtient deux nouveaux grands succès en compétition officielle cette fois-ci, lors de la Coupe des confédérations 2001 face au champion du monde en titre, la France, le 1er juin à Daegu sur le score de 1 à 0 puis face au Brésil, le 11 juin à Ulsan sur le même score,. Les australiens ont connu d'autre succès important, en amical face à de grande sélection européenne comme lors de sa victoire sur le score de trois buts à un au Boleyn Ground de Londres face à l'Angleterre ou encore lors de sa victoire (2-1) face à l'Allemagne le 29 mars 2011 sur le terrain Borussia-Park de Mönchengladbach.

#### En Asie
L'Australie qui est membre de la Confédération asiatique de football depuis le 1er janvier 2006 a disputé le plus de rencontres face à des sélections membres de cette Confédération. Les Socceroos ont disputé un total de 176 contre des nations membre de la AFC, le bilan est de 100 victoires, 36 matchs nuls et 40 défaites. La sélection indienne est la première sélection affiliée à la confédération asiatique affronté par les Australiens. Sue les 45 membres présent dans cette confédération, l'Australie en a affronté 25. La première sélection d'Asie orientale affrontée est le Japon lors des Jeux olympiques 1956. Pour sa première participation aux qualifications à une Coupe du monde, les Australiens rencontrent la Corée du Nord à deux reprises à Phnom Penh (deux défaites (6-1) puis (3-1)). C'est également en 1965 que l'Australie dispute sa première tournée en Asie, affrontant tour à tour le Cambodge, Hong Kong, Taïwan et finalement la Malaisie. En 1967, l’Australie dispute au Viêt Nam du Sud dans le cadre de la Quoc Khanh Cup (en) son premier tournoi amical. Moins de deux mois après son intégration dans l'AFC, l’Australie entame sa première campagne de qualification au sein de la confédération asiatique, pour la Coupe d'Asie 2007. Cette dernière est la première compétition continentale asiatique pour laquelle les Socceroos sont qualifiés.

#### En Océanie
| # | Score | Adversaire        | Compétition                             | Date              |
| - | ----- | ----------------- | --------------------------------------- | ----------------- |
| 1 | 31-0  | Samoa américaines | éliminatoires de la Coupe du monde 2002 | 11 avril 2001     |
| 2 | 22-0  | Tonga             | éliminatoires de la Coupe du monde 2002 | 9 avril 2001      |
| 3 | 17-0  | îles Cook         | Coupe d'Océanie 2000                    | 19 juin 2000      |
| 4 | 16-0  | îles Cook         | Coupe d'Océanie 1998                    | 28 septembre 1998 |
| 5 | 13-0  | îles Salomon      | éliminatoires de la Coupe du monde 1998 | 11 juin 1997      |

L'Australie a disputé fort logiquement un nombre important de rencontres face à des sélections membres de la Confédération du football d'Océanie.
En dehors de l'équipe de Nouvelle-Zélande, rencontrée pour la première fois en 1922, et qui est l'adversaire le plus affronté avec 65 rencontres, elle affronte pour la première fois l'équipe des Fidji en 1977, match perdu sur le score de un à zéro. Les troisième, quatrième et cinquième équipes de la Confédération du football d'Océanie affrontées au cours de la Coupe d'Océanie de football 1980, sont l'équipe de Nouvelle-Calédonie battue sur le score de huit à zéro le 24 février, l'équipe de Papouasie-Nouvelle-Guinée battue sur le score de onze à un, deux jours plus tard, et l'équipe de Vanuatu que l'Australie bat lors de son ultime match de poule. Sur l’ensemble des matchs disputés lors de cette Coupe d'Océanie de football 1980, seule la rencontre disputée contre l'équipe de Papouasie-Nouvelle-Guinée a été reconnue comme une rencontre internationale par la FIFA. Elle affronte pour la première fois les équipes des Îles Salomon et de Tahiti dans le cadre des qualifications de la Coupe du monde 1994. Lors de sa première Coupe d'Océanie à domicile, l'Australie affronte pour la première fois les îles Cook en phase de poule, l’Australie remporte cette partie sur le score fleuve de 16 à 0. Lors des qualifications de la Coupe du monde 2002, les Socceroos affrontent pour la première fois les sélections des Tonga, des Samoa américaines et des Samoa.
L'Australie a souvent remporté ses confrontations face aux autres nations de l'OFC en enregistrant seulement quinze défaites (treize contre les 'all white' et deux contre les Fidji). L'Australie a enregistré le plus large succès de son histoire le 11 avril 2001 face aux Samoa américaines, une victoire 31 buts à zéro lors des éliminatoires de la Coupe du monde 2002 qui est d’ailleurs un record mondial. L'Australie a souvent remporté de très larges succès face aux nations membres de l'OFC, comme en témoigne le tableau ci-dessus.

### Rivalité avec la Nouvelle-Zélande puis le Japon

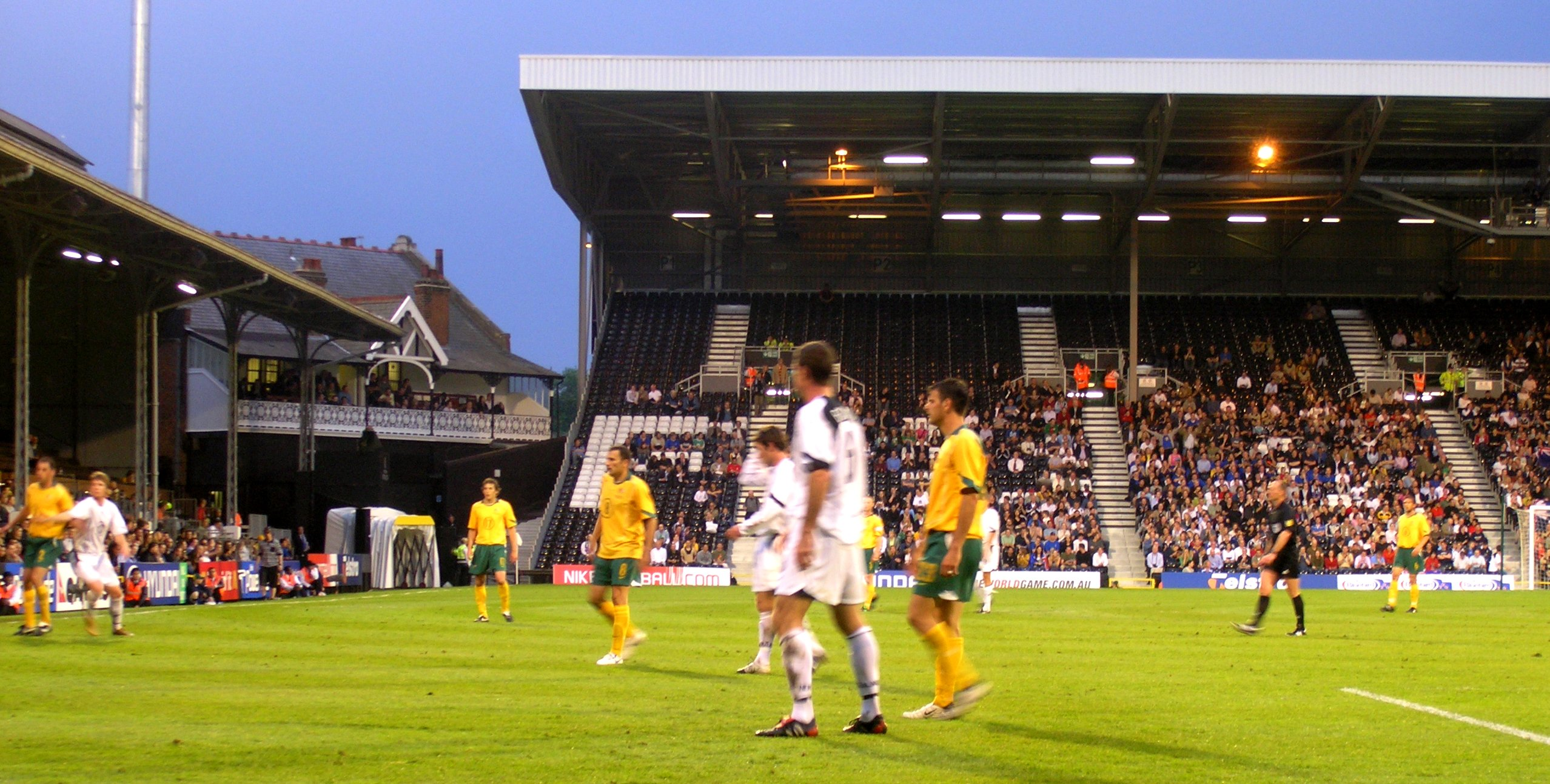
Match Australie-Nouvelle-Zélande disputé à Craven Cottage, stade de Londres le 9 juin 2005.

L'Australie entretient une rivalité en football avec la Nouvelle-Zélande comme dans les autres sports où les rencontres entre les deux pays sont nombreuses, notamment le rugby à XV, le rugby à XIII et le cricket. La Nouvelle-Zélande est la première nation rencontrée par la sélection australienne le 17 juin 1922. Elle s'inclina dans ce premier match sur le score de trois buts à un. Un trophée, « The Ashes », est mis en jeu entre les deux nations à chaque tournée. Dominés lors des premières rencontres en 1922 et 1923 les Australiens font subir à partir de 1933 de nombreuses défaites face à leur voisin notamment un dix buts à zéro à domicile en 1936, le plus lourd revers de leur histoire en matches officiels.
Régulièrement éliminés des compétitions internationales par l'Australie, les « Kiwis » créent la surprise lors des éliminatoires de la Coupe du monde 1982 en s'imposant chez leur voisin sur le score de deux buts à zéro, ce qui provoque la démission du sélectionneur australien Rudi Gutendorf.
En 1983, un nouveau trophée, la Coupe Trans-Tasman, est mis en jeu entre les deux sélections. Six éditions sont disputées entre 1983 et 1995, dont quatre sont remportées par l'Australie. En 1996 l'Australie élimine la Nouvelle-Zélande en demi finale de la Coupe d'Océanie, les Australiens feront tomber une nouvelle fois les « Kiwis » mais en finale lors de cette édition 2000 mais en 2002, en finale de la Coupe d'Océanie, la Nouvelle-Zélande connaît un nouveau succès de prestige en s'imposant sur le score d'un but à zéro sur les « Socceroos ». Avec le départ de l'Australie vers la Confédération asiatique de football en 2005, les confrontations entre les deux nations se font ensuite plus rares mais restent cependant des matchs de prestige.
Après avoir rejoint l'AFC, l'Australie a commencé à développer une rivalité féroce avec la plus grande puissance footballistique asiatique, le Japon. Cette rivalité a commencé lors de la Coupe du monde de la FIFA 2006, où les deux pays sont placés dans le même groupe. La rivalité a continué entre les deux pays car ils se rencontrent régulièrement dans diverses compétitions de l'AFC.
La première rencontre décisive opposant Australiens et Japonais eut lieu lors des demi-finales de la Coupe des confédérations 2001, lors de ce match, les Nippons à domicile s'imposent. Lors du Mondial 2006, les deux sélections sont opposées lors de leur première rencontre, cette fois-ci, ce sont les Socceroos qui prennent le dessus (3-1). Le 21 juillet 2007 à Hanoï au Viêt Nam, Nippons et Australiens se retrouvent de nouveau pour les quarts de finale de la Coupe d'Asie 2007, les deux équipes ne parvenant pas à se départager lors des 120 premières minutes, une séance de tirs au but est disputée, le Japon s'impose (4-3). Le 29 janvier 2011 à Doha, les deux équipes disputent la finale de la Coupe d'Asie 2011, les Australiens s'inclinent (1-0) en prolongation.

## Classement FIFA
| Année                 | 1993                      | 1994                      | 1995                      | 1996                      | 1997                      | 1998                      | 1999                      | 2000                      | 2001                      | 2002                      | 2003                      | 2004                      | 2005                      | 2006                   | 2007                   | 2008                   | 2009                   |
| --------------------- | ------------------------- | ------------------------- | ------------------------- | ------------------------- | ------------------------- | ------------------------- | ------------------------- | ------------------------- | ------------------------- | ------------------------- | ------------------------- | ------------------------- | ------------------------- | ---------------------- | ---------------------- | ---------------------- | ---------------------- |
| Classement mondial    | 49                        | 58                        | 51                        | 50                        | 35                        | 39                        | 89                        | 73                        | 48                        | 50                        | 82                        | 58                        | 48                        | 39                     | 48                     | 28                     | 21                     |
| Classement en Océanie | 1                         | 1                         | 1                         | 1                         | 1                         | 1                         | 1                         | 1                         | 1                         | 2                         | 1                         | 1                         | 1                         | Membre de la zone Asie | Membre de la zone Asie | Membre de la zone Asie | Membre de la zone Asie |
| Classement en Asie    | Membre de la zone Océanie | Membre de la zone Océanie | Membre de la zone Océanie | Membre de la zone Océanie | Membre de la zone Océanie | Membre de la zone Océanie | Membre de la zone Océanie | Membre de la zone Océanie | Membre de la zone Océanie | Membre de la zone Océanie | Membre de la zone Océanie | Membre de la zone Océanie | Membre de la zone Océanie | 2                      | 4                      | 1                      | 1                      |

| Année              | 2010 | 2011 | 2012 | 2013 | 2014 | 2015 | 2016 | 2017 | 2018 | 2019 | 2020 | 2021 | 2022 | 2023 |
| ------------------ | ---- | ---- | ---- | ---- | ---- | ---- | ---- | ---- | ---- | ---- | ---- | ---- | ---- | ---- |
| Classement mondial | 26   | 23   | 36   | 58   | 100  | 57   | 47   | 38   | 41   | 42   | 41   | 35   | 27   | 25   |
| Classement en Asie | 1    | 2    | 3    | 4    | 10   | 4    | 4    | 2    | 2    | 4    | 4    | 4    | 4    | 4    |

| Légende du classement mondial : Légende du classement océanien : Légende du classement asiatique : | - de 1 à 49 - de 1 à 3 - de 1 à 9 | - de 50 à 99 - de 4 à 6 - de 10 à 29 | - de 100 à 211 - de 7 à 11 - de 30 à 46 |